# RpYN06
forme
Classification phylogénétique
- Espèce : SARSr-CoV
  - 
    - 
      -  SARSr-CoV WIV1
      -  SARSr-CoV RsSHC014

    -  SARS-CoV-1 (agent du SRAS)

  - 
    -  SARSr-CoV RaTG13
    -  SARS-CoV-2 (agent de la COVID-19)[1]

- chauve-souris
- humain

Le coronavirus de chauve-souris RpYN06 lié au SRAS est un betacoronavirus qui infecte la chauve-souris Rhinolophus pusillus.
C'est le deuxième plus proche parent connu du SARS-CoV-2 (après le RaTG13) avec une identité de séquence de 94,5 %. C'est en fait le coronavirus le plus proche parent du SRAS-CoV-2 dans la majeure partie du génome, mais il en diffère plus fortement par sa protéine spiculaire (S) (un schéma déjà observé sur les coronavirus apparentés RmYN02, ZC45, ZXC21).

## Description
La collecte de 411 échantillons de chauves-souris prélevés dans le Xian de Mengla, en Chine, entre mai 2019 et novembre 2020, a permis de restituer 24 génomes complets de coronavirus et d'identifier 3 nouveaux coronavirus apparentés au SARS-CoV-1 (RsYN03, RmYN07, RsYN09) et 4 autres apparentés au SRAS-CoV-2 dont le RpYN06 et 3 autres (RsYN04, RmYN05, RmYN08).
Le RpYN06 est le coronavirus connu le plus proche du SARS-CoV-2 dans les parties suivantes du génome : ORF1ab, ORF7a, ORF8, N et ORF10. En revanche, il en diffère fortement au niveau du domaine de liaison au récepteur (RBD) de la protéine S (qui permet au SARS-CoV-2 de se lier au récepteur ACE2 humain).
Les coronavirus RsYN03, RmYN07 et RsYN09 peuvent s'y lier faiblement. Ils partagent en effet avec le SARS-CoV-2 deux des six acides aminés (L455 et Y505) jugés utiles pour permettre à ce dernier de s'y lier. En revanche le RpYN06 n'en possède qu'un : le Y505.
| ORF          | Similitude en nucléotides |
| ------------ | ------------------------- |
| ORF1a        | 97,05 %                   |
| ORF1b        |                           |
| S dont RBD   | 76.33 % 60.91 %           |
| RdRp         | 98.36 %                   |
| E            |                           |
| M            |                           |
| NS6 / ORF6   |                           |
| NS7a / ORF7a | 96,72 %                   |
| NS7b / ORF7b |                           |
| NS8 / ORF8   | 97.54 %                   |
| N            | 97.70 %                   |
| ORF10        | 100 %                     |

## Position phylogénétique
Les relations phylogénétiques entre sarbecovirus dépendent de la partie du génome considérée.
Si l'on ne considère que le gène S, le SARS-CoV-2 est proche du RaTG13 puis des sarbecovirus de pangolin alors que le RpYN06 forme un clade avec les ZXC21 et ZC45. Si on ne considère que le gène RdRp ou le gène ORF1ab, le RpYN06 est très proche du RmYN02 dans le groupe-frère du SARS-CoV-2.
L'arbre phylogénétique de la branche des coronavirus apparentés au SARS-CoV-2, tel qu'obtenu sur la base du gène RdRp, est le suivant,, :
|  | SL-ZXC21, 88 %, Rhinolophus pusillus, Zhoushan, Zhejiang (récolté en 2015, publié en 2018) |
|  |                                                                                            |
|  | SL-ZC45, 88 %, Rhinolophus pusillus, Zhoushan, Zhejiang (récolté en 2017, publié en 2018)  |
|  |                                                                                            |

|  | RmYN02, 93,3 %, Rhinolophus malayanus, Mengla, Yunnan (récolté en juin 2019, publié en 2020) |
|  |                                                                                              |
|  | RpYN06, 94.4 %, Rhinolophus pusillus, Mengla, Yunnan (récolté en mai 2020, publié en 2021)   |
|  |                                                                                              |

|  | RshSTT182, 92,6 %, Rhinolophus shameli, Stoeng Treng, Cambodge (récolté en 2010, publié en 2021) |
|  |                                                                                                  |
|  | RaTG13, 96,1 %, Rhinolophus affinis, Mojiang, Yunnan (récolté en 2013, publié en 2020)           |
|  |                                                                                                  |

|  | RmYN02, 93,3 %, Rhinolophus malayanus, Mengla, Yunnan (récolté en juin 2019, publié en 2020) |
|  |                                                                                              |
|  | RpYN06, 94.4 %, Rhinolophus pusillus, Mengla, Yunnan (récolté en mai 2020, publié en 2021)   |
|  |                                                                                              |

|  | RshSTT182, 92,6 %, Rhinolophus shameli, Stoeng Treng, Cambodge (récolté en 2010, publié en 2021) |
|  |                                                                                                  |
|  | RaTG13, 96,1 %, Rhinolophus affinis, Mojiang, Yunnan (récolté en 2013, publié en 2020)           |
|  |                                                                                                  |

|  | RmYN02, 93,3 %, Rhinolophus malayanus, Mengla, Yunnan (récolté en juin 2019, publié en 2020) |
|  |                                                                                              |
|  | RpYN06, 94.4 %, Rhinolophus pusillus, Mengla, Yunnan (récolté en mai 2020, publié en 2021)   |
|  |                                                                                              |

|  | RshSTT182, 92,6 %, Rhinolophus shameli, Stoeng Treng, Cambodge (récolté en 2010, publié en 2021) |
|  |                                                                                                  |
|  | RaTG13, 96,1 %, Rhinolophus affinis, Mojiang, Yunnan (récolté en 2013, publié en 2020)           |
|  |                                                                                                  |

|  | RmYN02, 93,3 %, Rhinolophus malayanus, Mengla, Yunnan (récolté en juin 2019, publié en 2020) |
|  |                                                                                              |
|  | RpYN06, 94.4 %, Rhinolophus pusillus, Mengla, Yunnan (récolté en mai 2020, publié en 2021)   |
|  |                                                                                              |

|  | RshSTT182, 92,6 %, Rhinolophus shameli, Stoeng Treng, Cambodge (récolté en 2010, publié en 2021) |
|  |                                                                                                  |
|  | RaTG13, 96,1 %, Rhinolophus affinis, Mojiang, Yunnan (récolté en 2013, publié en 2020)           |
|  |                                                                                                  |

|  | RmYN02, 93,3 %, Rhinolophus malayanus, Mengla, Yunnan (récolté en juin 2019, publié en 2020) |
|  |                                                                                              |
|  | RpYN06, 94.4 %, Rhinolophus pusillus, Mengla, Yunnan (récolté en mai 2020, publié en 2021)   |
|  |                                                                                              |

|  | RshSTT182, 92,6 %, Rhinolophus shameli, Stoeng Treng, Cambodge (récolté en 2010, publié en 2021) |
|  |                                                                                                  |
|  | RaTG13, 96,1 %, Rhinolophus affinis, Mojiang, Yunnan (récolté en 2013, publié en 2020)           |
|  |                                                                                                  |

|  | RmYN02, 93,3 %, Rhinolophus malayanus, Mengla, Yunnan (récolté en juin 2019, publié en 2020) |
|  |                                                                                              |
|  | RpYN06, 94.4 %, Rhinolophus pusillus, Mengla, Yunnan (récolté en mai 2020, publié en 2021)   |
|  |                                                                                              |

|  | RshSTT182, 92,6 %, Rhinolophus shameli, Stoeng Treng, Cambodge (récolté en 2010, publié en 2021) |
|  |                                                                                                  |
|  | RaTG13, 96,1 %, Rhinolophus affinis, Mojiang, Yunnan (récolté en 2013, publié en 2020)           |
|  |                                                                                                  |

|  | RmYN02, 93,3 %, Rhinolophus malayanus, Mengla, Yunnan (récolté en juin 2019, publié en 2020) |
|  |                                                                                              |
|  | RpYN06, 94.4 %, Rhinolophus pusillus, Mengla, Yunnan (récolté en mai 2020, publié en 2021)   |
|  |                                                                                              |

|  | RshSTT182, 92,6 %, Rhinolophus shameli, Stoeng Treng, Cambodge (récolté en 2010, publié en 2021) |
|  |                                                                                                  |
|  | RaTG13, 96,1 %, Rhinolophus affinis, Mojiang, Yunnan (récolté en 2013, publié en 2020)           |
|  |                                                                                                  |

|  | RmYN02, 93,3 %, Rhinolophus malayanus, Mengla, Yunnan (récolté en juin 2019, publié en 2020) |
|  |                                                                                              |
|  | RpYN06, 94.4 %, Rhinolophus pusillus, Mengla, Yunnan (récolté en mai 2020, publié en 2021)   |
|  |                                                                                              |

|  | RshSTT182, 92,6 %, Rhinolophus shameli, Stoeng Treng, Cambodge (récolté en 2010, publié en 2021) |
|  |                                                                                                  |
|  | RaTG13, 96,1 %, Rhinolophus affinis, Mojiang, Yunnan (récolté en 2013, publié en 2020)           |
|  |                                                                                                  |

|  | RmYN02, 93,3 %, Rhinolophus malayanus, Mengla, Yunnan (récolté en juin 2019, publié en 2020) |
|  |                                                                                              |
|  | RpYN06, 94.4 %, Rhinolophus pusillus, Mengla, Yunnan (récolté en mai 2020, publié en 2021)   |
|  |                                                                                              |

|  | RshSTT182, 92,6 %, Rhinolophus shameli, Stoeng Treng, Cambodge (récolté en 2010, publié en 2021) |
|  |                                                                                                  |
|  | RaTG13, 96,1 %, Rhinolophus affinis, Mojiang, Yunnan (récolté en 2013, publié en 2020)           |
|  |                                                                                                  |

|  | RmYN02, 93,3 %, Rhinolophus malayanus, Mengla, Yunnan (récolté en juin 2019, publié en 2020) |
|  |                                                                                              |
|  | RpYN06, 94.4 %, Rhinolophus pusillus, Mengla, Yunnan (récolté en mai 2020, publié en 2021)   |
|  |                                                                                              |

|  | RshSTT182, 92,6 %, Rhinolophus shameli, Stoeng Treng, Cambodge (récolté en 2010, publié en 2021) |
|  |                                                                                                  |
|  | RaTG13, 96,1 %, Rhinolophus affinis, Mojiang, Yunnan (récolté en 2013, publié en 2020)           |
|  |                                                                                                  |

|  | RmYN02, 93,3 %, Rhinolophus malayanus, Mengla, Yunnan (récolté en juin 2019, publié en 2020) |
|  |                                                                                              |
|  | RpYN06, 94.4 %, Rhinolophus pusillus, Mengla, Yunnan (récolté en mai 2020, publié en 2021)   |
|  |                                                                                              |

|  | RshSTT182, 92,6 %, Rhinolophus shameli, Stoeng Treng, Cambodge (récolté en 2010, publié en 2021) |
|  |                                                                                                  |
|  | RaTG13, 96,1 %, Rhinolophus affinis, Mojiang, Yunnan (récolté en 2013, publié en 2020)           |
|  |                                                                                                  |

|  | RmYN02, 93,3 %, Rhinolophus malayanus, Mengla, Yunnan (récolté en juin 2019, publié en 2020) |
|  |                                                                                              |
|  | RpYN06, 94.4 %, Rhinolophus pusillus, Mengla, Yunnan (récolté en mai 2020, publié en 2021)   |
|  |                                                                                              |

|  | RshSTT182, 92,6 %, Rhinolophus shameli, Stoeng Treng, Cambodge (récolté en 2010, publié en 2021) |
|  |                                                                                                  |
|  | RaTG13, 96,1 %, Rhinolophus affinis, Mojiang, Yunnan (récolté en 2013, publié en 2020)           |
|  |                                                                                                  |

|  | RmYN02, 93,3 %, Rhinolophus malayanus, Mengla, Yunnan (récolté en juin 2019, publié en 2020) |
|  |                                                                                              |
|  | RpYN06, 94.4 %, Rhinolophus pusillus, Mengla, Yunnan (récolté en mai 2020, publié en 2021)   |
|  |                                                                                              |

|  | RshSTT182, 92,6 %, Rhinolophus shameli, Stoeng Treng, Cambodge (récolté en 2010, publié en 2021) |
|  |                                                                                                  |
|  | RaTG13, 96,1 %, Rhinolophus affinis, Mojiang, Yunnan (récolté en 2013, publié en 2020)           |
|  |                                                                                                  |

|  | RmYN02, 93,3 %, Rhinolophus malayanus, Mengla, Yunnan (récolté en juin 2019, publié en 2020) |
|  |                                                                                              |
|  | RpYN06, 94.4 %, Rhinolophus pusillus, Mengla, Yunnan (récolté en mai 2020, publié en 2021)   |
|  |                                                                                              |

|  | RshSTT182, 92,6 %, Rhinolophus shameli, Stoeng Treng, Cambodge (récolté en 2010, publié en 2021) |
|  |                                                                                                  |
|  | RaTG13, 96,1 %, Rhinolophus affinis, Mojiang, Yunnan (récolté en 2013, publié en 2020)           |
|  |                                                                                                  |

|  | RmYN02, 93,3 %, Rhinolophus malayanus, Mengla, Yunnan (récolté en juin 2019, publié en 2020) |
|  |                                                                                              |
|  | RpYN06, 94.4 %, Rhinolophus pusillus, Mengla, Yunnan (récolté en mai 2020, publié en 2021)   |
|  |                                                                                              |

|  | RshSTT182, 92,6 %, Rhinolophus shameli, Stoeng Treng, Cambodge (récolté en 2010, publié en 2021) |
|  |                                                                                                  |
|  | RaTG13, 96,1 %, Rhinolophus affinis, Mojiang, Yunnan (récolté en 2013, publié en 2020)           |
|  |                                                                                                  |

|  | RmYN02, 93,3 %, Rhinolophus malayanus, Mengla, Yunnan (récolté en juin 2019, publié en 2020) |
|  |                                                                                              |
|  | RpYN06, 94.4 %, Rhinolophus pusillus, Mengla, Yunnan (récolté en mai 2020, publié en 2021)   |
|  |                                                                                              |

|  | RshSTT182, 92,6 %, Rhinolophus shameli, Stoeng Treng, Cambodge (récolté en 2010, publié en 2021) |
|  |                                                                                                  |
|  | RaTG13, 96,1 %, Rhinolophus affinis, Mojiang, Yunnan (récolté en 2013, publié en 2020)           |
|  |                                                                                                  |

|  | RmYN02, 93,3 %, Rhinolophus malayanus, Mengla, Yunnan (récolté en juin 2019, publié en 2020) |
|  |                                                                                              |
|  | RpYN06, 94.4 %, Rhinolophus pusillus, Mengla, Yunnan (récolté en mai 2020, publié en 2021)   |
|  |                                                                                              |

|  | RshSTT182, 92,6 %, Rhinolophus shameli, Stoeng Treng, Cambodge (récolté en 2010, publié en 2021) |
|  |                                                                                                  |
|  | RaTG13, 96,1 %, Rhinolophus affinis, Mojiang, Yunnan (récolté en 2013, publié en 2020)           |
|  |                                                                                                  |

|  | RmYN02, 93,3 %, Rhinolophus malayanus, Mengla, Yunnan (récolté en juin 2019, publié en 2020) |
|  |                                                                                              |
|  | RpYN06, 94.4 %, Rhinolophus pusillus, Mengla, Yunnan (récolté en mai 2020, publié en 2021)   |
|  |                                                                                              |

|  | RshSTT182, 92,6 %, Rhinolophus shameli, Stoeng Treng, Cambodge (récolté en 2010, publié en 2021) |
|  |                                                                                                  |
|  | RaTG13, 96,1 %, Rhinolophus affinis, Mojiang, Yunnan (récolté en 2013, publié en 2020)           |
|  |                                                                                                  |

|  | RmYN02, 93,3 %, Rhinolophus malayanus, Mengla, Yunnan (récolté en juin 2019, publié en 2020) |
|  |                                                                                              |
|  | RpYN06, 94.4 %, Rhinolophus pusillus, Mengla, Yunnan (récolté en mai 2020, publié en 2021)   |
|  |                                                                                              |

|  | RshSTT182, 92,6 %, Rhinolophus shameli, Stoeng Treng, Cambodge (récolté en 2010, publié en 2021) |
|  |                                                                                                  |
|  | RaTG13, 96,1 %, Rhinolophus affinis, Mojiang, Yunnan (récolté en 2013, publié en 2020)           |
|  |                                                                                                  |

|  | RmYN02, 93,3 %, Rhinolophus malayanus, Mengla, Yunnan (récolté en juin 2019, publié en 2020) |
|  |                                                                                              |
|  | RpYN06, 94.4 %, Rhinolophus pusillus, Mengla, Yunnan (récolté en mai 2020, publié en 2021)   |
|  |                                                                                              |

|  | RshSTT182, 92,6 %, Rhinolophus shameli, Stoeng Treng, Cambodge (récolté en 2010, publié en 2021) |
|  |                                                                                                  |
|  | RaTG13, 96,1 %, Rhinolophus affinis, Mojiang, Yunnan (récolté en 2013, publié en 2020)           |
|  |                                                                                                  |

|  | RmYN02, 93,3 %, Rhinolophus malayanus, Mengla, Yunnan (récolté en juin 2019, publié en 2020) |
|  |                                                                                              |
|  | RpYN06, 94.4 %, Rhinolophus pusillus, Mengla, Yunnan (récolté en mai 2020, publié en 2021)   |
|  |                                                                                              |

|  | RshSTT182, 92,6 %, Rhinolophus shameli, Stoeng Treng, Cambodge (récolté en 2010, publié en 2021) |
|  |                                                                                                  |
|  | RaTG13, 96,1 %, Rhinolophus affinis, Mojiang, Yunnan (récolté en 2013, publié en 2020)           |
|  |                                                                                                  |

|  | RmYN02, 93,3 %, Rhinolophus malayanus, Mengla, Yunnan (récolté en juin 2019, publié en 2020) |
|  |                                                                                              |
|  | RpYN06, 94.4 %, Rhinolophus pusillus, Mengla, Yunnan (récolté en mai 2020, publié en 2021)   |
|  |                                                                                              |

|  | RshSTT182, 92,6 %, Rhinolophus shameli, Stoeng Treng, Cambodge (récolté en 2010, publié en 2021) |
|  |                                                                                                  |
|  | RaTG13, 96,1 %, Rhinolophus affinis, Mojiang, Yunnan (récolté en 2013, publié en 2020)           |
|  |                                                                                                  |

|  | RmYN02, 93,3 %, Rhinolophus malayanus, Mengla, Yunnan (récolté en juin 2019, publié en 2020) |
|  |                                                                                              |
|  | RpYN06, 94.4 %, Rhinolophus pusillus, Mengla, Yunnan (récolté en mai 2020, publié en 2021)   |
|  |                                                                                              |

|  | RshSTT182, 92,6 %, Rhinolophus shameli, Stoeng Treng, Cambodge (récolté en 2010, publié en 2021) |
|  |                                                                                                  |
|  | RaTG13, 96,1 %, Rhinolophus affinis, Mojiang, Yunnan (récolté en 2013, publié en 2020)           |
|  |                                                                                                  |

|  | RmYN02, 93,3 %, Rhinolophus malayanus, Mengla, Yunnan (récolté en juin 2019, publié en 2020) |
|  |                                                                                              |
|  | RpYN06, 94.4 %, Rhinolophus pusillus, Mengla, Yunnan (récolté en mai 2020, publié en 2021)   |
|  |                                                                                              |

|  | RshSTT182, 92,6 %, Rhinolophus shameli, Stoeng Treng, Cambodge (récolté en 2010, publié en 2021) |
|  |                                                                                                  |
|  | RaTG13, 96,1 %, Rhinolophus affinis, Mojiang, Yunnan (récolté en 2013, publié en 2020)           |
|  |                                                                                                  |

|  | RmYN02, 93,3 %, Rhinolophus malayanus, Mengla, Yunnan (récolté en juin 2019, publié en 2020) |
|  |                                                                                              |
|  | RpYN06, 94.4 %, Rhinolophus pusillus, Mengla, Yunnan (récolté en mai 2020, publié en 2021)   |
|  |                                                                                              |

|  | RshSTT182, 92,6 %, Rhinolophus shameli, Stoeng Treng, Cambodge (récolté en 2010, publié en 2021) |
|  |                                                                                                  |
|  | RaTG13, 96,1 %, Rhinolophus affinis, Mojiang, Yunnan (récolté en 2013, publié en 2020)           |
|  |                                                                                                  |

|  | RmYN02, 93,3 %, Rhinolophus malayanus, Mengla, Yunnan (récolté en juin 2019, publié en 2020) |
|  |                                                                                              |
|  | RpYN06, 94.4 %, Rhinolophus pusillus, Mengla, Yunnan (récolté en mai 2020, publié en 2021)   |
|  |                                                                                              |

|  | RshSTT182, 92,6 %, Rhinolophus shameli, Stoeng Treng, Cambodge (récolté en 2010, publié en 2021) |
|  |                                                                                                  |
|  | RaTG13, 96,1 %, Rhinolophus affinis, Mojiang, Yunnan (récolté en 2013, publié en 2020)           |
|  |                                                                                                  |

|  | RmYN02, 93,3 %, Rhinolophus malayanus, Mengla, Yunnan (récolté en juin 2019, publié en 2020) |
|  |                                                                                              |
|  | RpYN06, 94.4 %, Rhinolophus pusillus, Mengla, Yunnan (récolté en mai 2020, publié en 2021)   |
|  |                                                                                              |

|  | RshSTT182, 92,6 %, Rhinolophus shameli, Stoeng Treng, Cambodge (récolté en 2010, publié en 2021) |
|  |                                                                                                  |
|  | RaTG13, 96,1 %, Rhinolophus affinis, Mojiang, Yunnan (récolté en 2013, publié en 2020)           |
|  |                                                                                                  |

|  | RmYN02, 93,3 %, Rhinolophus malayanus, Mengla, Yunnan (récolté en juin 2019, publié en 2020) |
|  |                                                                                              |
|  | RpYN06, 94.4 %, Rhinolophus pusillus, Mengla, Yunnan (récolté en mai 2020, publié en 2021)   |
|  |                                                                                              |

|  | RshSTT182, 92,6 %, Rhinolophus shameli, Stoeng Treng, Cambodge (récolté en 2010, publié en 2021) |
|  |                                                                                                  |
|  | RaTG13, 96,1 %, Rhinolophus affinis, Mojiang, Yunnan (récolté en 2013, publié en 2020)           |
|  |                                                                                                  |

|  | RmYN02, 93,3 %, Rhinolophus malayanus, Mengla, Yunnan (récolté en juin 2019, publié en 2020) |
|  |                                                                                              |
|  | RpYN06, 94.4 %, Rhinolophus pusillus, Mengla, Yunnan (récolté en mai 2020, publié en 2021)   |
|  |                                                                                              |

|  | RshSTT182, 92,6 %, Rhinolophus shameli, Stoeng Treng, Cambodge (récolté en 2010, publié en 2021) |
|  |                                                                                                  |
|  | RaTG13, 96,1 %, Rhinolophus affinis, Mojiang, Yunnan (récolté en 2013, publié en 2020)           |
|  |                                                                                                  |

|  | RmYN02, 93,3 %, Rhinolophus malayanus, Mengla, Yunnan (récolté en juin 2019, publié en 2020) |
|  |                                                                                              |
|  | RpYN06, 94.4 %, Rhinolophus pusillus, Mengla, Yunnan (récolté en mai 2020, publié en 2021)   |
|  |                                                                                              |

|  | RshSTT182, 92,6 %, Rhinolophus shameli, Stoeng Treng, Cambodge (récolté en 2010, publié en 2021) |
|  |                                                                                                  |
|  | RaTG13, 96,1 %, Rhinolophus affinis, Mojiang, Yunnan (récolté en 2013, publié en 2020)           |
|  |                                                                                                  |

|  | RmYN02, 93,3 %, Rhinolophus malayanus, Mengla, Yunnan (récolté en juin 2019, publié en 2020) |
|  |                                                                                              |
|  | RpYN06, 94.4 %, Rhinolophus pusillus, Mengla, Yunnan (récolté en mai 2020, publié en 2021)   |
|  |                                                                                              |

|  | RshSTT182, 92,6 %, Rhinolophus shameli, Stoeng Treng, Cambodge (récolté en 2010, publié en 2021) |
|  |                                                                                                  |
|  | RaTG13, 96,1 %, Rhinolophus affinis, Mojiang, Yunnan (récolté en 2013, publié en 2020)           |
|  |                                                                                                  |

|  | RmYN02, 93,3 %, Rhinolophus malayanus, Mengla, Yunnan (récolté en juin 2019, publié en 2020) |
|  |                                                                                              |
|  | RpYN06, 94.4 %, Rhinolophus pusillus, Mengla, Yunnan (récolté en mai 2020, publié en 2021)   |
|  |                                                                                              |

|  | RshSTT182, 92,6 %, Rhinolophus shameli, Stoeng Treng, Cambodge (récolté en 2010, publié en 2021) |
|  |                                                                                                  |
|  | RaTG13, 96,1 %, Rhinolophus affinis, Mojiang, Yunnan (récolté en 2013, publié en 2020)           |
|  |                                                                                                  |

|  | RmYN02, 93,3 %, Rhinolophus malayanus, Mengla, Yunnan (récolté en juin 2019, publié en 2020) |
|  |                                                                                              |
|  | RpYN06, 94.4 %, Rhinolophus pusillus, Mengla, Yunnan (récolté en mai 2020, publié en 2021)   |
|  |                                                                                              |

|  | RshSTT182, 92,6 %, Rhinolophus shameli, Stoeng Treng, Cambodge (récolté en 2010, publié en 2021) |
|  |                                                                                                  |
|  | RaTG13, 96,1 %, Rhinolophus affinis, Mojiang, Yunnan (récolté en 2013, publié en 2020)           |
|  |                                                                                                  |

|  | RmYN02, 93,3 %, Rhinolophus malayanus, Mengla, Yunnan (récolté en juin 2019, publié en 2020) |
|  |                                                                                              |
|  | RpYN06, 94.4 %, Rhinolophus pusillus, Mengla, Yunnan (récolté en mai 2020, publié en 2021)   |
|  |                                                                                              |

|  | RshSTT182, 92,6 %, Rhinolophus shameli, Stoeng Treng, Cambodge (récolté en 2010, publié en 2021) |
|  |                                                                                                  |
|  | RaTG13, 96,1 %, Rhinolophus affinis, Mojiang, Yunnan (récolté en 2013, publié en 2020)           |
|  |                                                                                                  |

|  | RmYN02, 93,3 %, Rhinolophus malayanus, Mengla, Yunnan (récolté en juin 2019, publié en 2020) |
|  |                                                                                              |
|  | RpYN06, 94.4 %, Rhinolophus pusillus, Mengla, Yunnan (récolté en mai 2020, publié en 2021)   |
|  |                                                                                              |

|  | RshSTT182, 92,6 %, Rhinolophus shameli, Stoeng Treng, Cambodge (récolté en 2010, publié en 2021) |
|  |                                                                                                  |
|  | RaTG13, 96,1 %, Rhinolophus affinis, Mojiang, Yunnan (récolté en 2013, publié en 2020)           |
|  |                                                                                                  |

|  | RmYN02, 93,3 %, Rhinolophus malayanus, Mengla, Yunnan (récolté en juin 2019, publié en 2020) |
|  |                                                                                              |
|  | RpYN06, 94.4 %, Rhinolophus pusillus, Mengla, Yunnan (récolté en mai 2020, publié en 2021)   |
|  |                                                                                              |

|  | RshSTT182, 92,6 %, Rhinolophus shameli, Stoeng Treng, Cambodge (récolté en 2010, publié en 2021) |
|  |                                                                                                  |
|  | RaTG13, 96,1 %, Rhinolophus affinis, Mojiang, Yunnan (récolté en 2013, publié en 2020)           |
|  |                                                                                                  |

|  | RmYN02, 93,3 %, Rhinolophus malayanus, Mengla, Yunnan (récolté en juin 2019, publié en 2020) |
|  |                                                                                              |
|  | RpYN06, 94.4 %, Rhinolophus pusillus, Mengla, Yunnan (récolté en mai 2020, publié en 2021)   |
|  |                                                                                              |

|  | RshSTT182, 92,6 %, Rhinolophus shameli, Stoeng Treng, Cambodge (récolté en 2010, publié en 2021) |
|  |                                                                                                  |
|  | RaTG13, 96,1 %, Rhinolophus affinis, Mojiang, Yunnan (récolté en 2013, publié en 2020)           |
|  |                                                                                                  |

|  | RmYN02, 93,3 %, Rhinolophus malayanus, Mengla, Yunnan (récolté en juin 2019, publié en 2020) |
|  |                                                                                              |
|  | RpYN06, 94.4 %, Rhinolophus pusillus, Mengla, Yunnan (récolté en mai 2020, publié en 2021)   |
|  |                                                                                              |

|  | RshSTT182, 92,6 %, Rhinolophus shameli, Stoeng Treng, Cambodge (récolté en 2010, publié en 2021) |
|  |                                                                                                  |
|  | RaTG13, 96,1 %, Rhinolophus affinis, Mojiang, Yunnan (récolté en 2013, publié en 2020)           |
|  |                                                                                                  |

|  | RmYN02, 93,3 %, Rhinolophus malayanus, Mengla, Yunnan (récolté en juin 2019, publié en 2020) |
|  |                                                                                              |
|  | RpYN06, 94.4 %, Rhinolophus pusillus, Mengla, Yunnan (récolté en mai 2020, publié en 2021)   |
|  |                                                                                              |

|  | RshSTT182, 92,6 %, Rhinolophus shameli, Stoeng Treng, Cambodge (récolté en 2010, publié en 2021) |
|  |                                                                                                  |
|  | RaTG13, 96,1 %, Rhinolophus affinis, Mojiang, Yunnan (récolté en 2013, publié en 2020)           |
|  |                                                                                                  |

|  | RmYN02, 93,3 %, Rhinolophus malayanus, Mengla, Yunnan (récolté en juin 2019, publié en 2020) |
|  |                                                                                              |
|  | RpYN06, 94.4 %, Rhinolophus pusillus, Mengla, Yunnan (récolté en mai 2020, publié en 2021)   |
|  |                                                                                              |

|  | RshSTT182, 92,6 %, Rhinolophus shameli, Stoeng Treng, Cambodge (récolté en 2010, publié en 2021) |
|  |                                                                                                  |
|  | RaTG13, 96,1 %, Rhinolophus affinis, Mojiang, Yunnan (récolté en 2013, publié en 2020)           |
|  |                                                                                                  |

|  | RmYN02, 93,3 %, Rhinolophus malayanus, Mengla, Yunnan (récolté en juin 2019, publié en 2020) |
|  |                                                                                              |
|  | RpYN06, 94.4 %, Rhinolophus pusillus, Mengla, Yunnan (récolté en mai 2020, publié en 2021)   |
|  |                                                                                              |

|  | RshSTT182, 92,6 %, Rhinolophus shameli, Stoeng Treng, Cambodge (récolté en 2010, publié en 2021) |
|  |                                                                                                  |
|  | RaTG13, 96,1 %, Rhinolophus affinis, Mojiang, Yunnan (récolté en 2013, publié en 2020)           |
|  |                                                                                                  |

|  | RmYN02, 93,3 %, Rhinolophus malayanus, Mengla, Yunnan (récolté en juin 2019, publié en 2020) |
|  |                                                                                              |
|  | RpYN06, 94.4 %, Rhinolophus pusillus, Mengla, Yunnan (récolté en mai 2020, publié en 2021)   |
|  |                                                                                              |

|  | RshSTT182, 92,6 %, Rhinolophus shameli, Stoeng Treng, Cambodge (récolté en 2010, publié en 2021) |
|  |                                                                                                  |
|  | RaTG13, 96,1 %, Rhinolophus affinis, Mojiang, Yunnan (récolté en 2013, publié en 2020)           |
|  |                                                                                                  |

|  | RmYN02, 93,3 %, Rhinolophus malayanus, Mengla, Yunnan (récolté en juin 2019, publié en 2020) |
|  |                                                                                              |
|  | RpYN06, 94.4 %, Rhinolophus pusillus, Mengla, Yunnan (récolté en mai 2020, publié en 2021)   |
|  |                                                                                              |

|  | RshSTT182, 92,6 %, Rhinolophus shameli, Stoeng Treng, Cambodge (récolté en 2010, publié en 2021) |
|  |                                                                                                  |
|  | RaTG13, 96,1 %, Rhinolophus affinis, Mojiang, Yunnan (récolté en 2013, publié en 2020)           |
|  |                                                                                                  |

|  | RmYN02, 93,3 %, Rhinolophus malayanus, Mengla, Yunnan (récolté en juin 2019, publié en 2020) |
|  |                                                                                              |
|  | RpYN06, 94.4 %, Rhinolophus pusillus, Mengla, Yunnan (récolté en mai 2020, publié en 2021)   |
|  |                                                                                              |

|  | RshSTT182, 92,6 %, Rhinolophus shameli, Stoeng Treng, Cambodge (récolté en 2010, publié en 2021) |
|  |                                                                                                  |
|  | RaTG13, 96,1 %, Rhinolophus affinis, Mojiang, Yunnan (récolté en 2013, publié en 2020)           |
|  |                                                                                                  |

|  | RmYN02, 93,3 %, Rhinolophus malayanus, Mengla, Yunnan (récolté en juin 2019, publié en 2020) |
|  |                                                                                              |
|  | RpYN06, 94.4 %, Rhinolophus pusillus, Mengla, Yunnan (récolté en mai 2020, publié en 2021)   |
|  |                                                                                              |

|  | RshSTT182, 92,6 %, Rhinolophus shameli, Stoeng Treng, Cambodge (récolté en 2010, publié en 2021) |
|  |                                                                                                  |
|  | RaTG13, 96,1 %, Rhinolophus affinis, Mojiang, Yunnan (récolté en 2013, publié en 2020)           |
|  |                                                                                                  |

|  | RmYN02, 93,3 %, Rhinolophus malayanus, Mengla, Yunnan (récolté en juin 2019, publié en 2020) |
|  |                                                                                              |
|  | RpYN06, 94.4 %, Rhinolophus pusillus, Mengla, Yunnan (récolté en mai 2020, publié en 2021)   |
|  |                                                                                              |

|  | RshSTT182, 92,6 %, Rhinolophus shameli, Stoeng Treng, Cambodge (récolté en 2010, publié en 2021) |
|  |                                                                                                  |
|  | RaTG13, 96,1 %, Rhinolophus affinis, Mojiang, Yunnan (récolté en 2013, publié en 2020)           |
|  |                                                                                                  |

|  | RmYN02, 93,3 %, Rhinolophus malayanus, Mengla, Yunnan (récolté en juin 2019, publié en 2020) |
|  |                                                                                              |
|  | RpYN06, 94.4 %, Rhinolophus pusillus, Mengla, Yunnan (récolté en mai 2020, publié en 2021)   |
|  |                                                                                              |

|  | RshSTT182, 92,6 %, Rhinolophus shameli, Stoeng Treng, Cambodge (récolté en 2010, publié en 2021) |
|  |                                                                                                  |
|  | RaTG13, 96,1 %, Rhinolophus affinis, Mojiang, Yunnan (récolté en 2013, publié en 2020)           |
|  |                                                                                                  |

|  | RmYN02, 93,3 %, Rhinolophus malayanus, Mengla, Yunnan (récolté en juin 2019, publié en 2020) |
|  |                                                                                              |
|  | RpYN06, 94.4 %, Rhinolophus pusillus, Mengla, Yunnan (récolté en mai 2020, publié en 2021)   |
|  |                                                                                              |

|  | RshSTT182, 92,6 %, Rhinolophus shameli, Stoeng Treng, Cambodge (récolté en 2010, publié en 2021) |
|  |                                                                                                  |
|  | RaTG13, 96,1 %, Rhinolophus affinis, Mojiang, Yunnan (récolté en 2013, publié en 2020)           |
|  |                                                                                                  |

|  | RmYN02, 93,3 %, Rhinolophus malayanus, Mengla, Yunnan (récolté en juin 2019, publié en 2020) |
|  |                                                                                              |
|  | RpYN06, 94.4 %, Rhinolophus pusillus, Mengla, Yunnan (récolté en mai 2020, publié en 2021)   |
|  |                                                                                              |

|  | RshSTT182, 92,6 %, Rhinolophus shameli, Stoeng Treng, Cambodge (récolté en 2010, publié en 2021) |
|  |                                                                                                  |
|  | RaTG13, 96,1 %, Rhinolophus affinis, Mojiang, Yunnan (récolté en 2013, publié en 2020)           |
|  |                                                                                                  |

|  | RmYN02, 93,3 %, Rhinolophus malayanus, Mengla, Yunnan (récolté en juin 2019, publié en 2020) |
|  |                                                                                              |
|  | RpYN06, 94.4 %, Rhinolophus pusillus, Mengla, Yunnan (récolté en mai 2020, publié en 2021)   |
|  |                                                                                              |

|  | RshSTT182, 92,6 %, Rhinolophus shameli, Stoeng Treng, Cambodge (récolté en 2010, publié en 2021) |
|  |                                                                                                  |
|  | RaTG13, 96,1 %, Rhinolophus affinis, Mojiang, Yunnan (récolté en 2013, publié en 2020)           |
|  |                                                                                                  |

|  | RmYN02, 93,3 %, Rhinolophus malayanus, Mengla, Yunnan (récolté en juin 2019, publié en 2020) |
|  |                                                                                              |
|  | RpYN06, 94.4 %, Rhinolophus pusillus, Mengla, Yunnan (récolté en mai 2020, publié en 2021)   |
|  |                                                                                              |

|  | RshSTT182, 92,6 %, Rhinolophus shameli, Stoeng Treng, Cambodge (récolté en 2010, publié en 2021) |
|  |                                                                                                  |
|  | RaTG13, 96,1 %, Rhinolophus affinis, Mojiang, Yunnan (récolté en 2013, publié en 2020)           |
|  |                                                                                                  |

|  | RmYN02, 93,3 %, Rhinolophus malayanus, Mengla, Yunnan (récolté en juin 2019, publié en 2020) |
|  |                                                                                              |
|  | RpYN06, 94.4 %, Rhinolophus pusillus, Mengla, Yunnan (récolté en mai 2020, publié en 2021)   |
|  |                                                                                              |

|  | RshSTT182, 92,6 %, Rhinolophus shameli, Stoeng Treng, Cambodge (récolté en 2010, publié en 2021) |
|  |                                                                                                  |
|  | RaTG13, 96,1 %, Rhinolophus affinis, Mojiang, Yunnan (récolté en 2013, publié en 2020)           |
|  |                                                                                                  |

|  | RmYN02, 93,3 %, Rhinolophus malayanus, Mengla, Yunnan (récolté en juin 2019, publié en 2020) |
|  |                                                                                              |
|  | RpYN06, 94.4 %, Rhinolophus pusillus, Mengla, Yunnan (récolté en mai 2020, publié en 2021)   |
|  |                                                                                              |

|  | RshSTT182, 92,6 %, Rhinolophus shameli, Stoeng Treng, Cambodge (récolté en 2010, publié en 2021) |
|  |                                                                                                  |
|  | RaTG13, 96,1 %, Rhinolophus affinis, Mojiang, Yunnan (récolté en 2013, publié en 2020)           |
|  |                                                                                                  |

|  | RmYN02, 93,3 %, Rhinolophus malayanus, Mengla, Yunnan (récolté en juin 2019, publié en 2020) |
|  |                                                                                              |
|  | RpYN06, 94.4 %, Rhinolophus pusillus, Mengla, Yunnan (récolté en mai 2020, publié en 2021)   |
|  |                                                                                              |

|  | RshSTT182, 92,6 %, Rhinolophus shameli, Stoeng Treng, Cambodge (récolté en 2010, publié en 2021) |
|  |                                                                                                  |
|  | RaTG13, 96,1 %, Rhinolophus affinis, Mojiang, Yunnan (récolté en 2013, publié en 2020)           |
|  |                                                                                                  |

|  | RmYN02, 93,3 %, Rhinolophus malayanus, Mengla, Yunnan (récolté en juin 2019, publié en 2020) |
|  |                                                                                              |
|  | RpYN06, 94.4 %, Rhinolophus pusillus, Mengla, Yunnan (récolté en mai 2020, publié en 2021)   |
|  |                                                                                              |

|  | RshSTT182, 92,6 %, Rhinolophus shameli, Stoeng Treng, Cambodge (récolté en 2010, publié en 2021) |
|  |                                                                                                  |
|  | RaTG13, 96,1 %, Rhinolophus affinis, Mojiang, Yunnan (récolté en 2013, publié en 2020)           |
|  |                                                                                                  |

|  | RmYN02, 93,3 %, Rhinolophus malayanus, Mengla, Yunnan (récolté en juin 2019, publié en 2020) |
|  |                                                                                              |
|  | RpYN06, 94.4 %, Rhinolophus pusillus, Mengla, Yunnan (récolté en mai 2020, publié en 2021)   |
|  |                                                                                              |

|  | RshSTT182, 92,6 %, Rhinolophus shameli, Stoeng Treng, Cambodge (récolté en 2010, publié en 2021) |
|  |                                                                                                  |
|  | RaTG13, 96,1 %, Rhinolophus affinis, Mojiang, Yunnan (récolté en 2013, publié en 2020)           |
|  |                                                                                                  |

|  | RmYN02, 93,3 %, Rhinolophus malayanus, Mengla, Yunnan (récolté en juin 2019, publié en 2020) |
|  |                                                                                              |
|  | RpYN06, 94.4 %, Rhinolophus pusillus, Mengla, Yunnan (récolté en mai 2020, publié en 2021)   |
|  |                                                                                              |

|  | RshSTT182, 92,6 %, Rhinolophus shameli, Stoeng Treng, Cambodge (récolté en 2010, publié en 2021) |
|  |                                                                                                  |
|  | RaTG13, 96,1 %, Rhinolophus affinis, Mojiang, Yunnan (récolté en 2013, publié en 2020)           |
|  |                                                                                                  |

|  | RmYN02, 93,3 %, Rhinolophus malayanus, Mengla, Yunnan (récolté en juin 2019, publié en 2020) |
|  |                                                                                              |
|  | RpYN06, 94.4 %, Rhinolophus pusillus, Mengla, Yunnan (récolté en mai 2020, publié en 2021)   |
|  |                                                                                              |

|  | RshSTT182, 92,6 %, Rhinolophus shameli, Stoeng Treng, Cambodge (récolté en 2010, publié en 2021) |
|  |                                                                                                  |
|  | RaTG13, 96,1 %, Rhinolophus affinis, Mojiang, Yunnan (récolté en 2013, publié en 2020)           |
|  |                                                                                                  |

|  | RmYN02, 93,3 %, Rhinolophus malayanus, Mengla, Yunnan (récolté en juin 2019, publié en 2020) |
|  |                                                                                              |
|  | RpYN06, 94.4 %, Rhinolophus pusillus, Mengla, Yunnan (récolté en mai 2020, publié en 2021)   |
|  |                                                                                              |

|  | RshSTT182, 92,6 %, Rhinolophus shameli, Stoeng Treng, Cambodge (récolté en 2010, publié en 2021) |
|  |                                                                                                  |
|  | RaTG13, 96,1 %, Rhinolophus affinis, Mojiang, Yunnan (récolté en 2013, publié en 2020)           |
|  |                                                                                                  |

|  | RmYN02, 93,3 %, Rhinolophus malayanus, Mengla, Yunnan (récolté en juin 2019, publié en 2020) |
|  |                                                                                              |
|  | RpYN06, 94.4 %, Rhinolophus pusillus, Mengla, Yunnan (récolté en mai 2020, publié en 2021)   |
|  |                                                                                              |

|  | RshSTT182, 92,6 %, Rhinolophus shameli, Stoeng Treng, Cambodge (récolté en 2010, publié en 2021) |
|  |                                                                                                  |
|  | RaTG13, 96,1 %, Rhinolophus affinis, Mojiang, Yunnan (récolté en 2013, publié en 2020)           |
|  |                                                                                                  |

|  | RmYN02, 93,3 %, Rhinolophus malayanus, Mengla, Yunnan (récolté en juin 2019, publié en 2020) |
|  |                                                                                              |
|  | RpYN06, 94.4 %, Rhinolophus pusillus, Mengla, Yunnan (récolté en mai 2020, publié en 2021)   |
|  |                                                                                              |

|  | RshSTT182, 92,6 %, Rhinolophus shameli, Stoeng Treng, Cambodge (récolté en 2010, publié en 2021) |
|  |                                                                                                  |
|  | RaTG13, 96,1 %, Rhinolophus affinis, Mojiang, Yunnan (récolté en 2013, publié en 2020)           |
|  |                                                                                                  |

|  | RmYN02, 93,3 %, Rhinolophus malayanus, Mengla, Yunnan (récolté en juin 2019, publié en 2020) |
|  |                                                                                              |
|  | RpYN06, 94.4 %, Rhinolophus pusillus, Mengla, Yunnan (récolté en mai 2020, publié en 2021)   |
|  |                                                                                              |

|  | RshSTT182, 92,6 %, Rhinolophus shameli, Stoeng Treng, Cambodge (récolté en 2010, publié en 2021) |
|  |                                                                                                  |
|  | RaTG13, 96,1 %, Rhinolophus affinis, Mojiang, Yunnan (récolté en 2013, publié en 2020)           |
|  |                                                                                                  |

|  | RmYN02, 93,3 %, Rhinolophus malayanus, Mengla, Yunnan (récolté en juin 2019, publié en 2020) |
|  |                                                                                              |
|  | RpYN06, 94.4 %, Rhinolophus pusillus, Mengla, Yunnan (récolté en mai 2020, publié en 2021)   |
|  |                                                                                              |

|  | RshSTT182, 92,6 %, Rhinolophus shameli, Stoeng Treng, Cambodge (récolté en 2010, publié en 2021) |
|  |                                                                                                  |
|  | RaTG13, 96,1 %, Rhinolophus affinis, Mojiang, Yunnan (récolté en 2013, publié en 2020)           |
|  |                                                                                                  |

|  | RmYN02, 93,3 %, Rhinolophus malayanus, Mengla, Yunnan (récolté en juin 2019, publié en 2020) |
|  |                                                                                              |
|  | RpYN06, 94.4 %, Rhinolophus pusillus, Mengla, Yunnan (récolté en mai 2020, publié en 2021)   |
|  |                                                                                              |

|  | RshSTT182, 92,6 %, Rhinolophus shameli, Stoeng Treng, Cambodge (récolté en 2010, publié en 2021) |
|  |                                                                                                  |
|  | RaTG13, 96,1 %, Rhinolophus affinis, Mojiang, Yunnan (récolté en 2013, publié en 2020)           |
|  |                                                                                                  |

|  | SL-ZXC21, 88 %, Rhinolophus pusillus, Zhoushan, Zhejiang (récolté en 2015, publié en 2018) |
|  |                                                                                            |
|  | SL-ZC45, 88 %, Rhinolophus pusillus, Zhoushan, Zhejiang (récolté en 2017, publié en 2018)  |
|  |                                                                                            |

|  | RmYN02, 93,3 %, Rhinolophus malayanus, Mengla, Yunnan (récolté en juin 2019, publié en 2020) |
|  |                                                                                              |
|  | RpYN06, 94.4 %, Rhinolophus pusillus, Mengla, Yunnan (récolté en mai 2020, publié en 2021)   |
|  |                                                                                              |

|  | RshSTT182, 92,6 %, Rhinolophus shameli, Stoeng Treng, Cambodge (récolté en 2010, publié en 2021) |
|  |                                                                                                  |
|  | RaTG13, 96,1 %, Rhinolophus affinis, Mojiang, Yunnan (récolté en 2013, publié en 2020)           |
|  |                                                                                                  |

|  | RmYN02, 93,3 %, Rhinolophus malayanus, Mengla, Yunnan (récolté en juin 2019, publié en 2020) |
|  |                                                                                              |
|  | RpYN06, 94.4 %, Rhinolophus pusillus, Mengla, Yunnan (récolté en mai 2020, publié en 2021)   |
|  |                                                                                              |

|  | RshSTT182, 92,6 %, Rhinolophus shameli, Stoeng Treng, Cambodge (récolté en 2010, publié en 2021) |
|  |                                                                                                  |
|  | RaTG13, 96,1 %, Rhinolophus affinis, Mojiang, Yunnan (récolté en 2013, publié en 2020)           |
|  |                                                                                                  |

|  | RmYN02, 93,3 %, Rhinolophus malayanus, Mengla, Yunnan (récolté en juin 2019, publié en 2020) |
|  |                                                                                              |
|  | RpYN06, 94.4 %, Rhinolophus pusillus, Mengla, Yunnan (récolté en mai 2020, publié en 2021)   |
|  |                                                                                              |

|  | RshSTT182, 92,6 %, Rhinolophus shameli, Stoeng Treng, Cambodge (récolté en 2010, publié en 2021) |
|  |                                                                                                  |
|  | RaTG13, 96,1 %, Rhinolophus affinis, Mojiang, Yunnan (récolté en 2013, publié en 2020)           |
|  |                                                                                                  |

|  | RmYN02, 93,3 %, Rhinolophus malayanus, Mengla, Yunnan (récolté en juin 2019, publié en 2020) |
|  |                                                                                              |
|  | RpYN06, 94.4 %, Rhinolophus pusillus, Mengla, Yunnan (récolté en mai 2020, publié en 2021)   |
|  |                                                                                              |

|  | RshSTT182, 92,6 %, Rhinolophus shameli, Stoeng Treng, Cambodge (récolté en 2010, publié en 2021) |
|  |                                                                                                  |
|  | RaTG13, 96,1 %, Rhinolophus affinis, Mojiang, Yunnan (récolté en 2013, publié en 2020)           |
|  |                                                                                                  |

|  | RmYN02, 93,3 %, Rhinolophus malayanus, Mengla, Yunnan (récolté en juin 2019, publié en 2020) |
|  |                                                                                              |
|  | RpYN06, 94.4 %, Rhinolophus pusillus, Mengla, Yunnan (récolté en mai 2020, publié en 2021)   |
|  |                                                                                              |

|  | RshSTT182, 92,6 %, Rhinolophus shameli, Stoeng Treng, Cambodge (récolté en 2010, publié en 2021) |
|  |                                                                                                  |
|  | RaTG13, 96,1 %, Rhinolophus affinis, Mojiang, Yunnan (récolté en 2013, publié en 2020)           |
|  |                                                                                                  |

|  | RmYN02, 93,3 %, Rhinolophus malayanus, Mengla, Yunnan (récolté en juin 2019, publié en 2020) |
|  |                                                                                              |
|  | RpYN06, 94.4 %, Rhinolophus pusillus, Mengla, Yunnan (récolté en mai 2020, publié en 2021)   |
|  |                                                                                              |

|  | RshSTT182, 92,6 %, Rhinolophus shameli, Stoeng Treng, Cambodge (récolté en 2010, publié en 2021) |
|  |                                                                                                  |
|  | RaTG13, 96,1 %, Rhinolophus affinis, Mojiang, Yunnan (récolté en 2013, publié en 2020)           |
|  |                                                                                                  |

|  | RmYN02, 93,3 %, Rhinolophus malayanus, Mengla, Yunnan (récolté en juin 2019, publié en 2020) |
|  |                                                                                              |
|  | RpYN06, 94.4 %, Rhinolophus pusillus, Mengla, Yunnan (récolté en mai 2020, publié en 2021)   |
|  |                                                                                              |

|  | RshSTT182, 92,6 %, Rhinolophus shameli, Stoeng Treng, Cambodge (récolté en 2010, publié en 2021) |
|  |                                                                                                  |
|  | RaTG13, 96,1 %, Rhinolophus affinis, Mojiang, Yunnan (récolté en 2013, publié en 2020)           |
|  |                                                                                                  |

|  | RmYN02, 93,3 %, Rhinolophus malayanus, Mengla, Yunnan (récolté en juin 2019, publié en 2020) |
|  |                                                                                              |
|  | RpYN06, 94.4 %, Rhinolophus pusillus, Mengla, Yunnan (récolté en mai 2020, publié en 2021)   |
|  |                                                                                              |

|  | RshSTT182, 92,6 %, Rhinolophus shameli, Stoeng Treng, Cambodge (récolté en 2010, publié en 2021) |
|  |                                                                                                  |
|  | RaTG13, 96,1 %, Rhinolophus affinis, Mojiang, Yunnan (récolté en 2013, publié en 2020)           |
|  |                                                                                                  |

|  | RmYN02, 93,3 %, Rhinolophus malayanus, Mengla, Yunnan (récolté en juin 2019, publié en 2020) |
|  |                                                                                              |
|  | RpYN06, 94.4 %, Rhinolophus pusillus, Mengla, Yunnan (récolté en mai 2020, publié en 2021)   |
|  |                                                                                              |

|  | RshSTT182, 92,6 %, Rhinolophus shameli, Stoeng Treng, Cambodge (récolté en 2010, publié en 2021) |
|  |                                                                                                  |
|  | RaTG13, 96,1 %, Rhinolophus affinis, Mojiang, Yunnan (récolté en 2013, publié en 2020)           |
|  |                                                                                                  |

|  | RmYN02, 93,3 %, Rhinolophus malayanus, Mengla, Yunnan (récolté en juin 2019, publié en 2020) |
|  |                                                                                              |
|  | RpYN06, 94.4 %, Rhinolophus pusillus, Mengla, Yunnan (récolté en mai 2020, publié en 2021)   |
|  |                                                                                              |

|  | RshSTT182, 92,6 %, Rhinolophus shameli, Stoeng Treng, Cambodge (récolté en 2010, publié en 2021) |
|  |                                                                                                  |
|  | RaTG13, 96,1 %, Rhinolophus affinis, Mojiang, Yunnan (récolté en 2013, publié en 2020)           |
|  |                                                                                                  |

|  | RmYN02, 93,3 %, Rhinolophus malayanus, Mengla, Yunnan (récolté en juin 2019, publié en 2020) |
|  |                                                                                              |
|  | RpYN06, 94.4 %, Rhinolophus pusillus, Mengla, Yunnan (récolté en mai 2020, publié en 2021)   |
|  |                                                                                              |

|  | RshSTT182, 92,6 %, Rhinolophus shameli, Stoeng Treng, Cambodge (récolté en 2010, publié en 2021) |
|  |                                                                                                  |
|  | RaTG13, 96,1 %, Rhinolophus affinis, Mojiang, Yunnan (récolté en 2013, publié en 2020)           |
|  |                                                                                                  |

|  | RmYN02, 93,3 %, Rhinolophus malayanus, Mengla, Yunnan (récolté en juin 2019, publié en 2020) |
|  |                                                                                              |
|  | RpYN06, 94.4 %, Rhinolophus pusillus, Mengla, Yunnan (récolté en mai 2020, publié en 2021)   |
|  |                                                                                              |

|  | RshSTT182, 92,6 %, Rhinolophus shameli, Stoeng Treng, Cambodge (récolté en 2010, publié en 2021) |
|  |                                                                                                  |
|  | RaTG13, 96,1 %, Rhinolophus affinis, Mojiang, Yunnan (récolté en 2013, publié en 2020)           |
|  |                                                                                                  |

|  | RmYN02, 93,3 %, Rhinolophus malayanus, Mengla, Yunnan (récolté en juin 2019, publié en 2020) |
|  |                                                                                              |
|  | RpYN06, 94.4 %, Rhinolophus pusillus, Mengla, Yunnan (récolté en mai 2020, publié en 2021)   |
|  |                                                                                              |

|  | RshSTT182, 92,6 %, Rhinolophus shameli, Stoeng Treng, Cambodge (récolté en 2010, publié en 2021) |
|  |                                                                                                  |
|  | RaTG13, 96,1 %, Rhinolophus affinis, Mojiang, Yunnan (récolté en 2013, publié en 2020)           |
|  |                                                                                                  |

|  | RmYN02, 93,3 %, Rhinolophus malayanus, Mengla, Yunnan (récolté en juin 2019, publié en 2020) |
|  |                                                                                              |
|  | RpYN06, 94.4 %, Rhinolophus pusillus, Mengla, Yunnan (récolté en mai 2020, publié en 2021)   |
|  |                                                                                              |

|  | RshSTT182, 92,6 %, Rhinolophus shameli, Stoeng Treng, Cambodge (récolté en 2010, publié en 2021) |
|  |                                                                                                  |
|  | RaTG13, 96,1 %, Rhinolophus affinis, Mojiang, Yunnan (récolté en 2013, publié en 2020)           |
|  |                                                                                                  |

|  | RmYN02, 93,3 %, Rhinolophus malayanus, Mengla, Yunnan (récolté en juin 2019, publié en 2020) |
|  |                                                                                              |
|  | RpYN06, 94.4 %, Rhinolophus pusillus, Mengla, Yunnan (récolté en mai 2020, publié en 2021)   |
|  |                                                                                              |

|  | RshSTT182, 92,6 %, Rhinolophus shameli, Stoeng Treng, Cambodge (récolté en 2010, publié en 2021) |
|  |                                                                                                  |
|  | RaTG13, 96,1 %, Rhinolophus affinis, Mojiang, Yunnan (récolté en 2013, publié en 2020)           |
|  |                                                                                                  |

|  | RmYN02, 93,3 %, Rhinolophus malayanus, Mengla, Yunnan (récolté en juin 2019, publié en 2020) |
|  |                                                                                              |
|  | RpYN06, 94.4 %, Rhinolophus pusillus, Mengla, Yunnan (récolté en mai 2020, publié en 2021)   |
|  |                                                                                              |

|  | RshSTT182, 92,6 %, Rhinolophus shameli, Stoeng Treng, Cambodge (récolté en 2010, publié en 2021) |
|  |                                                                                                  |
|  | RaTG13, 96,1 %, Rhinolophus affinis, Mojiang, Yunnan (récolté en 2013, publié en 2020)           |
|  |                                                                                                  |

|  | RmYN02, 93,3 %, Rhinolophus malayanus, Mengla, Yunnan (récolté en juin 2019, publié en 2020) |
|  |                                                                                              |
|  | RpYN06, 94.4 %, Rhinolophus pusillus, Mengla, Yunnan (récolté en mai 2020, publié en 2021)   |
|  |                                                                                              |

|  | RshSTT182, 92,6 %, Rhinolophus shameli, Stoeng Treng, Cambodge (récolté en 2010, publié en 2021) |
|  |                                                                                                  |
|  | RaTG13, 96,1 %, Rhinolophus affinis, Mojiang, Yunnan (récolté en 2013, publié en 2020)           |
|  |                                                                                                  |

|  | RmYN02, 93,3 %, Rhinolophus malayanus, Mengla, Yunnan (récolté en juin 2019, publié en 2020) |
|  |                                                                                              |
|  | RpYN06, 94.4 %, Rhinolophus pusillus, Mengla, Yunnan (récolté en mai 2020, publié en 2021)   |
|  |                                                                                              |

|  | RshSTT182, 92,6 %, Rhinolophus shameli, Stoeng Treng, Cambodge (récolté en 2010, publié en 2021) |
|  |                                                                                                  |
|  | RaTG13, 96,1 %, Rhinolophus affinis, Mojiang, Yunnan (récolté en 2013, publié en 2020)           |
|  |                                                                                                  |

|  | RmYN02, 93,3 %, Rhinolophus malayanus, Mengla, Yunnan (récolté en juin 2019, publié en 2020) |
|  |                                                                                              |
|  | RpYN06, 94.4 %, Rhinolophus pusillus, Mengla, Yunnan (récolté en mai 2020, publié en 2021)   |
|  |                                                                                              |

|  | RshSTT182, 92,6 %, Rhinolophus shameli, Stoeng Treng, Cambodge (récolté en 2010, publié en 2021) |
|  |                                                                                                  |
|  | RaTG13, 96,1 %, Rhinolophus affinis, Mojiang, Yunnan (récolté en 2013, publié en 2020)           |
|  |                                                                                                  |

|  | RmYN02, 93,3 %, Rhinolophus malayanus, Mengla, Yunnan (récolté en juin 2019, publié en 2020) |
|  |                                                                                              |
|  | RpYN06, 94.4 %, Rhinolophus pusillus, Mengla, Yunnan (récolté en mai 2020, publié en 2021)   |
|  |                                                                                              |

|  | RshSTT182, 92,6 %, Rhinolophus shameli, Stoeng Treng, Cambodge (récolté en 2010, publié en 2021) |
|  |                                                                                                  |
|  | RaTG13, 96,1 %, Rhinolophus affinis, Mojiang, Yunnan (récolté en 2013, publié en 2020)           |
|  |                                                                                                  |

|  | RmYN02, 93,3 %, Rhinolophus malayanus, Mengla, Yunnan (récolté en juin 2019, publié en 2020) |
|  |                                                                                              |
|  | RpYN06, 94.4 %, Rhinolophus pusillus, Mengla, Yunnan (récolté en mai 2020, publié en 2021)   |
|  |                                                                                              |

|  | RshSTT182, 92,6 %, Rhinolophus shameli, Stoeng Treng, Cambodge (récolté en 2010, publié en 2021) |
|  |                                                                                                  |
|  | RaTG13, 96,1 %, Rhinolophus affinis, Mojiang, Yunnan (récolté en 2013, publié en 2020)           |
|  |                                                                                                  |

|  | RmYN02, 93,3 %, Rhinolophus malayanus, Mengla, Yunnan (récolté en juin 2019, publié en 2020) |
|  |                                                                                              |
|  | RpYN06, 94.4 %, Rhinolophus pusillus, Mengla, Yunnan (récolté en mai 2020, publié en 2021)   |
|  |                                                                                              |

|  | RshSTT182, 92,6 %, Rhinolophus shameli, Stoeng Treng, Cambodge (récolté en 2010, publié en 2021) |
|  |                                                                                                  |
|  | RaTG13, 96,1 %, Rhinolophus affinis, Mojiang, Yunnan (récolté en 2013, publié en 2020)           |
|  |                                                                                                  |

|  | RmYN02, 93,3 %, Rhinolophus malayanus, Mengla, Yunnan (récolté en juin 2019, publié en 2020) |
|  |                                                                                              |
|  | RpYN06, 94.4 %, Rhinolophus pusillus, Mengla, Yunnan (récolté en mai 2020, publié en 2021)   |
|  |                                                                                              |

|  | RshSTT182, 92,6 %, Rhinolophus shameli, Stoeng Treng, Cambodge (récolté en 2010, publié en 2021) |
|  |                                                                                                  |
|  | RaTG13, 96,1 %, Rhinolophus affinis, Mojiang, Yunnan (récolté en 2013, publié en 2020)           |
|  |                                                                                                  |

|  | RmYN02, 93,3 %, Rhinolophus malayanus, Mengla, Yunnan (récolté en juin 2019, publié en 2020) |
|  |                                                                                              |
|  | RpYN06, 94.4 %, Rhinolophus pusillus, Mengla, Yunnan (récolté en mai 2020, publié en 2021)   |
|  |                                                                                              |

|  | RshSTT182, 92,6 %, Rhinolophus shameli, Stoeng Treng, Cambodge (récolté en 2010, publié en 2021) |
|  |                                                                                                  |
|  | RaTG13, 96,1 %, Rhinolophus affinis, Mojiang, Yunnan (récolté en 2013, publié en 2020)           |
|  |                                                                                                  |

|  | RmYN02, 93,3 %, Rhinolophus malayanus, Mengla, Yunnan (récolté en juin 2019, publié en 2020) |
|  |                                                                                              |
|  | RpYN06, 94.4 %, Rhinolophus pusillus, Mengla, Yunnan (récolté en mai 2020, publié en 2021)   |
|  |                                                                                              |

|  | RshSTT182, 92,6 %, Rhinolophus shameli, Stoeng Treng, Cambodge (récolté en 2010, publié en 2021) |
|  |                                                                                                  |
|  | RaTG13, 96,1 %, Rhinolophus affinis, Mojiang, Yunnan (récolté en 2013, publié en 2020)           |
|  |                                                                                                  |

|  | RmYN02, 93,3 %, Rhinolophus malayanus, Mengla, Yunnan (récolté en juin 2019, publié en 2020) |
|  |                                                                                              |
|  | RpYN06, 94.4 %, Rhinolophus pusillus, Mengla, Yunnan (récolté en mai 2020, publié en 2021)   |
|  |                                                                                              |

|  | RshSTT182, 92,6 %, Rhinolophus shameli, Stoeng Treng, Cambodge (récolté en 2010, publié en 2021) |
|  |                                                                                                  |
|  | RaTG13, 96,1 %, Rhinolophus affinis, Mojiang, Yunnan (récolté en 2013, publié en 2020)           |
|  |                                                                                                  |

|  | RmYN02, 93,3 %, Rhinolophus malayanus, Mengla, Yunnan (récolté en juin 2019, publié en 2020) |
|  |                                                                                              |
|  | RpYN06, 94.4 %, Rhinolophus pusillus, Mengla, Yunnan (récolté en mai 2020, publié en 2021)   |
|  |                                                                                              |

|  | RshSTT182, 92,6 %, Rhinolophus shameli, Stoeng Treng, Cambodge (récolté en 2010, publié en 2021) |
|  |                                                                                                  |
|  | RaTG13, 96,1 %, Rhinolophus affinis, Mojiang, Yunnan (récolté en 2013, publié en 2020)           |
|  |                                                                                                  |

|  | RmYN02, 93,3 %, Rhinolophus malayanus, Mengla, Yunnan (récolté en juin 2019, publié en 2020) |
|  |                                                                                              |
|  | RpYN06, 94.4 %, Rhinolophus pusillus, Mengla, Yunnan (récolté en mai 2020, publié en 2021)   |
|  |                                                                                              |

|  | RshSTT182, 92,6 %, Rhinolophus shameli, Stoeng Treng, Cambodge (récolté en 2010, publié en 2021) |
|  |                                                                                                  |
|  | RaTG13, 96,1 %, Rhinolophus affinis, Mojiang, Yunnan (récolté en 2013, publié en 2020)           |
|  |                                                                                                  |

|  | RmYN02, 93,3 %, Rhinolophus malayanus, Mengla, Yunnan (récolté en juin 2019, publié en 2020) |
|  |                                                                                              |
|  | RpYN06, 94.4 %, Rhinolophus pusillus, Mengla, Yunnan (récolté en mai 2020, publié en 2021)   |
|  |                                                                                              |

|  | RshSTT182, 92,6 %, Rhinolophus shameli, Stoeng Treng, Cambodge (récolté en 2010, publié en 2021) |
|  |                                                                                                  |
|  | RaTG13, 96,1 %, Rhinolophus affinis, Mojiang, Yunnan (récolté en 2013, publié en 2020)           |
|  |                                                                                                  |

|  | RmYN02, 93,3 %, Rhinolophus malayanus, Mengla, Yunnan (récolté en juin 2019, publié en 2020) |
|  |                                                                                              |
|  | RpYN06, 94.4 %, Rhinolophus pusillus, Mengla, Yunnan (récolté en mai 2020, publié en 2021)   |
|  |                                                                                              |

|  | RshSTT182, 92,6 %, Rhinolophus shameli, Stoeng Treng, Cambodge (récolté en 2010, publié en 2021) |
|  |                                                                                                  |
|  | RaTG13, 96,1 %, Rhinolophus affinis, Mojiang, Yunnan (récolté en 2013, publié en 2020)           |
|  |                                                                                                  |

|  | RmYN02, 93,3 %, Rhinolophus malayanus, Mengla, Yunnan (récolté en juin 2019, publié en 2020) |
|  |                                                                                              |
|  | RpYN06, 94.4 %, Rhinolophus pusillus, Mengla, Yunnan (récolté en mai 2020, publié en 2021)   |
|  |                                                                                              |

|  | RshSTT182, 92,6 %, Rhinolophus shameli, Stoeng Treng, Cambodge (récolté en 2010, publié en 2021) |
|  |                                                                                                  |
|  | RaTG13, 96,1 %, Rhinolophus affinis, Mojiang, Yunnan (récolté en 2013, publié en 2020)           |
|  |                                                                                                  |

|  | RmYN02, 93,3 %, Rhinolophus malayanus, Mengla, Yunnan (récolté en juin 2019, publié en 2020) |
|  |                                                                                              |
|  | RpYN06, 94.4 %, Rhinolophus pusillus, Mengla, Yunnan (récolté en mai 2020, publié en 2021)   |
|  |                                                                                              |

|  | RshSTT182, 92,6 %, Rhinolophus shameli, Stoeng Treng, Cambodge (récolté en 2010, publié en 2021) |
|  |                                                                                                  |
|  | RaTG13, 96,1 %, Rhinolophus affinis, Mojiang, Yunnan (récolté en 2013, publié en 2020)           |
|  |                                                                                                  |

|  | RmYN02, 93,3 %, Rhinolophus malayanus, Mengla, Yunnan (récolté en juin 2019, publié en 2020) |
|  |                                                                                              |
|  | RpYN06, 94.4 %, Rhinolophus pusillus, Mengla, Yunnan (récolté en mai 2020, publié en 2021)   |
|  |                                                                                              |

|  | RshSTT182, 92,6 %, Rhinolophus shameli, Stoeng Treng, Cambodge (récolté en 2010, publié en 2021) |
|  |                                                                                                  |
|  | RaTG13, 96,1 %, Rhinolophus affinis, Mojiang, Yunnan (récolté en 2013, publié en 2020)           |
|  |                                                                                                  |

|  | RmYN02, 93,3 %, Rhinolophus malayanus, Mengla, Yunnan (récolté en juin 2019, publié en 2020) |
|  |                                                                                              |
|  | RpYN06, 94.4 %, Rhinolophus pusillus, Mengla, Yunnan (récolté en mai 2020, publié en 2021)   |
|  |                                                                                              |

|  | RshSTT182, 92,6 %, Rhinolophus shameli, Stoeng Treng, Cambodge (récolté en 2010, publié en 2021) |
|  |                                                                                                  |
|  | RaTG13, 96,1 %, Rhinolophus affinis, Mojiang, Yunnan (récolté en 2013, publié en 2020)           |
|  |                                                                                                  |

|  | RmYN02, 93,3 %, Rhinolophus malayanus, Mengla, Yunnan (récolté en juin 2019, publié en 2020) |
|  |                                                                                              |
|  | RpYN06, 94.4 %, Rhinolophus pusillus, Mengla, Yunnan (récolté en mai 2020, publié en 2021)   |
|  |                                                                                              |

|  | RshSTT182, 92,6 %, Rhinolophus shameli, Stoeng Treng, Cambodge (récolté en 2010, publié en 2021) |
|  |                                                                                                  |
|  | RaTG13, 96,1 %, Rhinolophus affinis, Mojiang, Yunnan (récolté en 2013, publié en 2020)           |
|  |                                                                                                  |

|  | RmYN02, 93,3 %, Rhinolophus malayanus, Mengla, Yunnan (récolté en juin 2019, publié en 2020) |
|  |                                                                                              |
|  | RpYN06, 94.4 %, Rhinolophus pusillus, Mengla, Yunnan (récolté en mai 2020, publié en 2021)   |
|  |                                                                                              |

|  | RshSTT182, 92,6 %, Rhinolophus shameli, Stoeng Treng, Cambodge (récolté en 2010, publié en 2021) |
|  |                                                                                                  |
|  | RaTG13, 96,1 %, Rhinolophus affinis, Mojiang, Yunnan (récolté en 2013, publié en 2020)           |
|  |                                                                                                  |

|  | RmYN02, 93,3 %, Rhinolophus malayanus, Mengla, Yunnan (récolté en juin 2019, publié en 2020) |
|  |                                                                                              |
|  | RpYN06, 94.4 %, Rhinolophus pusillus, Mengla, Yunnan (récolté en mai 2020, publié en 2021)   |
|  |                                                                                              |

|  | RshSTT182, 92,6 %, Rhinolophus shameli, Stoeng Treng, Cambodge (récolté en 2010, publié en 2021) |
|  |                                                                                                  |
|  | RaTG13, 96,1 %, Rhinolophus affinis, Mojiang, Yunnan (récolté en 2013, publié en 2020)           |
|  |                                                                                                  |

|  | RmYN02, 93,3 %, Rhinolophus malayanus, Mengla, Yunnan (récolté en juin 2019, publié en 2020) |
|  |                                                                                              |
|  | RpYN06, 94.4 %, Rhinolophus pusillus, Mengla, Yunnan (récolté en mai 2020, publié en 2021)   |
|  |                                                                                              |

|  | RshSTT182, 92,6 %, Rhinolophus shameli, Stoeng Treng, Cambodge (récolté en 2010, publié en 2021) |
|  |                                                                                                  |
|  | RaTG13, 96,1 %, Rhinolophus affinis, Mojiang, Yunnan (récolté en 2013, publié en 2020)           |
|  |                                                                                                  |

|  | RmYN02, 93,3 %, Rhinolophus malayanus, Mengla, Yunnan (récolté en juin 2019, publié en 2020) |
|  |                                                                                              |
|  | RpYN06, 94.4 %, Rhinolophus pusillus, Mengla, Yunnan (récolté en mai 2020, publié en 2021)   |
|  |                                                                                              |

|  | RshSTT182, 92,6 %, Rhinolophus shameli, Stoeng Treng, Cambodge (récolté en 2010, publié en 2021) |
|  |                                                                                                  |
|  | RaTG13, 96,1 %, Rhinolophus affinis, Mojiang, Yunnan (récolté en 2013, publié en 2020)           |
|  |                                                                                                  |

|  | RmYN02, 93,3 %, Rhinolophus malayanus, Mengla, Yunnan (récolté en juin 2019, publié en 2020) |
|  |                                                                                              |
|  | RpYN06, 94.4 %, Rhinolophus pusillus, Mengla, Yunnan (récolté en mai 2020, publié en 2021)   |
|  |                                                                                              |

|  | RshSTT182, 92,6 %, Rhinolophus shameli, Stoeng Treng, Cambodge (récolté en 2010, publié en 2021) |
|  |                                                                                                  |
|  | RaTG13, 96,1 %, Rhinolophus affinis, Mojiang, Yunnan (récolté en 2013, publié en 2020)           |
|  |                                                                                                  |

|  | RmYN02, 93,3 %, Rhinolophus malayanus, Mengla, Yunnan (récolté en juin 2019, publié en 2020) |
|  |                                                                                              |
|  | RpYN06, 94.4 %, Rhinolophus pusillus, Mengla, Yunnan (récolté en mai 2020, publié en 2021)   |
|  |                                                                                              |

|  | RshSTT182, 92,6 %, Rhinolophus shameli, Stoeng Treng, Cambodge (récolté en 2010, publié en 2021) |
|  |                                                                                                  |
|  | RaTG13, 96,1 %, Rhinolophus affinis, Mojiang, Yunnan (récolté en 2013, publié en 2020)           |
|  |                                                                                                  |

|  | RmYN02, 93,3 %, Rhinolophus malayanus, Mengla, Yunnan (récolté en juin 2019, publié en 2020) |
|  |                                                                                              |
|  | RpYN06, 94.4 %, Rhinolophus pusillus, Mengla, Yunnan (récolté en mai 2020, publié en 2021)   |
|  |                                                                                              |

|  | RshSTT182, 92,6 %, Rhinolophus shameli, Stoeng Treng, Cambodge (récolté en 2010, publié en 2021) |
|  |                                                                                                  |
|  | RaTG13, 96,1 %, Rhinolophus affinis, Mojiang, Yunnan (récolté en 2013, publié en 2020)           |
|  |                                                                                                  |

|  | RmYN02, 93,3 %, Rhinolophus malayanus, Mengla, Yunnan (récolté en juin 2019, publié en 2020) |
|  |                                                                                              |
|  | RpYN06, 94.4 %, Rhinolophus pusillus, Mengla, Yunnan (récolté en mai 2020, publié en 2021)   |
|  |                                                                                              |

|  | RshSTT182, 92,6 %, Rhinolophus shameli, Stoeng Treng, Cambodge (récolté en 2010, publié en 2021) |
|  |                                                                                                  |
|  | RaTG13, 96,1 %, Rhinolophus affinis, Mojiang, Yunnan (récolté en 2013, publié en 2020)           |
|  |                                                                                                  |

|  | RmYN02, 93,3 %, Rhinolophus malayanus, Mengla, Yunnan (récolté en juin 2019, publié en 2020) |
|  |                                                                                              |
|  | RpYN06, 94.4 %, Rhinolophus pusillus, Mengla, Yunnan (récolté en mai 2020, publié en 2021)   |
|  |                                                                                              |

|  | RshSTT182, 92,6 %, Rhinolophus shameli, Stoeng Treng, Cambodge (récolté en 2010, publié en 2021) |
|  |                                                                                                  |
|  | RaTG13, 96,1 %, Rhinolophus affinis, Mojiang, Yunnan (récolté en 2013, publié en 2020)           |
|  |                                                                                                  |

|  | RmYN02, 93,3 %, Rhinolophus malayanus, Mengla, Yunnan (récolté en juin 2019, publié en 2020) |
|  |                                                                                              |
|  | RpYN06, 94.4 %, Rhinolophus pusillus, Mengla, Yunnan (récolté en mai 2020, publié en 2021)   |
|  |                                                                                              |

|  | RshSTT182, 92,6 %, Rhinolophus shameli, Stoeng Treng, Cambodge (récolté en 2010, publié en 2021) |
|  |                                                                                                  |
|  | RaTG13, 96,1 %, Rhinolophus affinis, Mojiang, Yunnan (récolté en 2013, publié en 2020)           |
|  |                                                                                                  |

|  | RmYN02, 93,3 %, Rhinolophus malayanus, Mengla, Yunnan (récolté en juin 2019, publié en 2020) |
|  |                                                                                              |
|  | RpYN06, 94.4 %, Rhinolophus pusillus, Mengla, Yunnan (récolté en mai 2020, publié en 2021)   |
|  |                                                                                              |

|  | RshSTT182, 92,6 %, Rhinolophus shameli, Stoeng Treng, Cambodge (récolté en 2010, publié en 2021) |
|  |                                                                                                  |
|  | RaTG13, 96,1 %, Rhinolophus affinis, Mojiang, Yunnan (récolté en 2013, publié en 2020)           |
|  |                                                                                                  |

|  | RmYN02, 93,3 %, Rhinolophus malayanus, Mengla, Yunnan (récolté en juin 2019, publié en 2020) |
|  |                                                                                              |
|  | RpYN06, 94.4 %, Rhinolophus pusillus, Mengla, Yunnan (récolté en mai 2020, publié en 2021)   |
|  |                                                                                              |

|  | RshSTT182, 92,6 %, Rhinolophus shameli, Stoeng Treng, Cambodge (récolté en 2010, publié en 2021) |
|  |                                                                                                  |
|  | RaTG13, 96,1 %, Rhinolophus affinis, Mojiang, Yunnan (récolté en 2013, publié en 2020)           |
|  |                                                                                                  |

|  | RmYN02, 93,3 %, Rhinolophus malayanus, Mengla, Yunnan (récolté en juin 2019, publié en 2020) |
|  |                                                                                              |
|  | RpYN06, 94.4 %, Rhinolophus pusillus, Mengla, Yunnan (récolté en mai 2020, publié en 2021)   |
|  |                                                                                              |

|  | RshSTT182, 92,6 %, Rhinolophus shameli, Stoeng Treng, Cambodge (récolté en 2010, publié en 2021) |
|  |                                                                                                  |
|  | RaTG13, 96,1 %, Rhinolophus affinis, Mojiang, Yunnan (récolté en 2013, publié en 2020)           |
|  |                                                                                                  |

|  | RmYN02, 93,3 %, Rhinolophus malayanus, Mengla, Yunnan (récolté en juin 2019, publié en 2020) |
|  |                                                                                              |
|  | RpYN06, 94.4 %, Rhinolophus pusillus, Mengla, Yunnan (récolté en mai 2020, publié en 2021)   |
|  |                                                                                              |

|  | RshSTT182, 92,6 %, Rhinolophus shameli, Stoeng Treng, Cambodge (récolté en 2010, publié en 2021) |
|  |                                                                                                  |
|  | RaTG13, 96,1 %, Rhinolophus affinis, Mojiang, Yunnan (récolté en 2013, publié en 2020)           |
|  |                                                                                                  |

|  | RmYN02, 93,3 %, Rhinolophus malayanus, Mengla, Yunnan (récolté en juin 2019, publié en 2020) |
|  |                                                                                              |
|  | RpYN06, 94.4 %, Rhinolophus pusillus, Mengla, Yunnan (récolté en mai 2020, publié en 2021)   |
|  |                                                                                              |

|  | RshSTT182, 92,6 %, Rhinolophus shameli, Stoeng Treng, Cambodge (récolté en 2010, publié en 2021) |
|  |                                                                                                  |
|  | RaTG13, 96,1 %, Rhinolophus affinis, Mojiang, Yunnan (récolté en 2013, publié en 2020)           |
|  |                                                                                                  |

|  | RmYN02, 93,3 %, Rhinolophus malayanus, Mengla, Yunnan (récolté en juin 2019, publié en 2020) |
|  |                                                                                              |
|  | RpYN06, 94.4 %, Rhinolophus pusillus, Mengla, Yunnan (récolté en mai 2020, publié en 2021)   |
|  |                                                                                              |

|  | RshSTT182, 92,6 %, Rhinolophus shameli, Stoeng Treng, Cambodge (récolté en 2010, publié en 2021) |
|  |                                                                                                  |
|  | RaTG13, 96,1 %, Rhinolophus affinis, Mojiang, Yunnan (récolté en 2013, publié en 2020)           |
|  |                                                                                                  |

|  | RmYN02, 93,3 %, Rhinolophus malayanus, Mengla, Yunnan (récolté en juin 2019, publié en 2020) |
|  |                                                                                              |
|  | RpYN06, 94.4 %, Rhinolophus pusillus, Mengla, Yunnan (récolté en mai 2020, publié en 2021)   |
|  |                                                                                              |

|  | RshSTT182, 92,6 %, Rhinolophus shameli, Stoeng Treng, Cambodge (récolté en 2010, publié en 2021) |
|  |                                                                                                  |
|  | RaTG13, 96,1 %, Rhinolophus affinis, Mojiang, Yunnan (récolté en 2013, publié en 2020)           |
|  |                                                                                                  |

|  | RmYN02, 93,3 %, Rhinolophus malayanus, Mengla, Yunnan (récolté en juin 2019, publié en 2020) |
|  |                                                                                              |
|  | RpYN06, 94.4 %, Rhinolophus pusillus, Mengla, Yunnan (récolté en mai 2020, publié en 2021)   |
|  |                                                                                              |

|  | RshSTT182, 92,6 %, Rhinolophus shameli, Stoeng Treng, Cambodge (récolté en 2010, publié en 2021) |
|  |                                                                                                  |
|  | RaTG13, 96,1 %, Rhinolophus affinis, Mojiang, Yunnan (récolté en 2013, publié en 2020)           |
|  |                                                                                                  |

|  | RmYN02, 93,3 %, Rhinolophus malayanus, Mengla, Yunnan (récolté en juin 2019, publié en 2020) |
|  |                                                                                              |
|  | RpYN06, 94.4 %, Rhinolophus pusillus, Mengla, Yunnan (récolté en mai 2020, publié en 2021)   |
|  |                                                                                              |

|  | RshSTT182, 92,6 %, Rhinolophus shameli, Stoeng Treng, Cambodge (récolté en 2010, publié en 2021) |
|  |                                                                                                  |
|  | RaTG13, 96,1 %, Rhinolophus affinis, Mojiang, Yunnan (récolté en 2013, publié en 2020)           |
|  |                                                                                                  |

|  | RmYN02, 93,3 %, Rhinolophus malayanus, Mengla, Yunnan (récolté en juin 2019, publié en 2020) |
|  |                                                                                              |
|  | RpYN06, 94.4 %, Rhinolophus pusillus, Mengla, Yunnan (récolté en mai 2020, publié en 2021)   |
|  |                                                                                              |

|  | RshSTT182, 92,6 %, Rhinolophus shameli, Stoeng Treng, Cambodge (récolté en 2010, publié en 2021) |
|  |                                                                                                  |
|  | RaTG13, 96,1 %, Rhinolophus affinis, Mojiang, Yunnan (récolté en 2013, publié en 2020)           |
|  |                                                                                                  |

|  | RmYN02, 93,3 %, Rhinolophus malayanus, Mengla, Yunnan (récolté en juin 2019, publié en 2020) |
|  |                                                                                              |
|  | RpYN06, 94.4 %, Rhinolophus pusillus, Mengla, Yunnan (récolté en mai 2020, publié en 2021)   |
|  |                                                                                              |

|  | RshSTT182, 92,6 %, Rhinolophus shameli, Stoeng Treng, Cambodge (récolté en 2010, publié en 2021) |
|  |                                                                                                  |
|  | RaTG13, 96,1 %, Rhinolophus affinis, Mojiang, Yunnan (récolté en 2013, publié en 2020)           |
|  |                                                                                                  |

|  | RmYN02, 93,3 %, Rhinolophus malayanus, Mengla, Yunnan (récolté en juin 2019, publié en 2020) |
|  |                                                                                              |
|  | RpYN06, 94.4 %, Rhinolophus pusillus, Mengla, Yunnan (récolté en mai 2020, publié en 2021)   |
|  |                                                                                              |

|  | RshSTT182, 92,6 %, Rhinolophus shameli, Stoeng Treng, Cambodge (récolté en 2010, publié en 2021) |
|  |                                                                                                  |
|  | RaTG13, 96,1 %, Rhinolophus affinis, Mojiang, Yunnan (récolté en 2013, publié en 2020)           |
|  |                                                                                                  |

|  | RmYN02, 93,3 %, Rhinolophus malayanus, Mengla, Yunnan (récolté en juin 2019, publié en 2020) |
|  |                                                                                              |
|  | RpYN06, 94.4 %, Rhinolophus pusillus, Mengla, Yunnan (récolté en mai 2020, publié en 2021)   |
|  |                                                                                              |

|  | RshSTT182, 92,6 %, Rhinolophus shameli, Stoeng Treng, Cambodge (récolté en 2010, publié en 2021) |
|  |                                                                                                  |
|  | RaTG13, 96,1 %, Rhinolophus affinis, Mojiang, Yunnan (récolté en 2013, publié en 2020)           |
|  |                                                                                                  |

|  | RmYN02, 93,3 %, Rhinolophus malayanus, Mengla, Yunnan (récolté en juin 2019, publié en 2020) |
|  |                                                                                              |
|  | RpYN06, 94.4 %, Rhinolophus pusillus, Mengla, Yunnan (récolté en mai 2020, publié en 2021)   |
|  |                                                                                              |

|  | RshSTT182, 92,6 %, Rhinolophus shameli, Stoeng Treng, Cambodge (récolté en 2010, publié en 2021) |
|  |                                                                                                  |
|  | RaTG13, 96,1 %, Rhinolophus affinis, Mojiang, Yunnan (récolté en 2013, publié en 2020)           |
|  |                                                                                                  |

|  | RmYN02, 93,3 %, Rhinolophus malayanus, Mengla, Yunnan (récolté en juin 2019, publié en 2020) |
|  |                                                                                              |
|  | RpYN06, 94.4 %, Rhinolophus pusillus, Mengla, Yunnan (récolté en mai 2020, publié en 2021)   |
|  |                                                                                              |

|  | RshSTT182, 92,6 %, Rhinolophus shameli, Stoeng Treng, Cambodge (récolté en 2010, publié en 2021) |
|  |                                                                                                  |
|  | RaTG13, 96,1 %, Rhinolophus affinis, Mojiang, Yunnan (récolté en 2013, publié en 2020)           |
|  |                                                                                                  |

|  | RmYN02, 93,3 %, Rhinolophus malayanus, Mengla, Yunnan (récolté en juin 2019, publié en 2020) |
|  |                                                                                              |
|  | RpYN06, 94.4 %, Rhinolophus pusillus, Mengla, Yunnan (récolté en mai 2020, publié en 2021)   |
|  |                                                                                              |

|  | RshSTT182, 92,6 %, Rhinolophus shameli, Stoeng Treng, Cambodge (récolté en 2010, publié en 2021) |
|  |                                                                                                  |
|  | RaTG13, 96,1 %, Rhinolophus affinis, Mojiang, Yunnan (récolté en 2013, publié en 2020)           |
|  |                                                                                                  |

|  | RmYN02, 93,3 %, Rhinolophus malayanus, Mengla, Yunnan (récolté en juin 2019, publié en 2020) |
|  |                                                                                              |
|  | RpYN06, 94.4 %, Rhinolophus pusillus, Mengla, Yunnan (récolté en mai 2020, publié en 2021)   |
|  |                                                                                              |

|  | RshSTT182, 92,6 %, Rhinolophus shameli, Stoeng Treng, Cambodge (récolté en 2010, publié en 2021) |
|  |                                                                                                  |
|  | RaTG13, 96,1 %, Rhinolophus affinis, Mojiang, Yunnan (récolté en 2013, publié en 2020)           |
|  |                                                                                                  |

|  | RmYN02, 93,3 %, Rhinolophus malayanus, Mengla, Yunnan (récolté en juin 2019, publié en 2020) |
|  |                                                                                              |
|  | RpYN06, 94.4 %, Rhinolophus pusillus, Mengla, Yunnan (récolté en mai 2020, publié en 2021)   |
|  |                                                                                              |

|  | RshSTT182, 92,6 %, Rhinolophus shameli, Stoeng Treng, Cambodge (récolté en 2010, publié en 2021) |
|  |                                                                                                  |
|  | RaTG13, 96,1 %, Rhinolophus affinis, Mojiang, Yunnan (récolté en 2013, publié en 2020)           |
|  |                                                                                                  |

|  | RmYN02, 93,3 %, Rhinolophus malayanus, Mengla, Yunnan (récolté en juin 2019, publié en 2020) |
|  |                                                                                              |
|  | RpYN06, 94.4 %, Rhinolophus pusillus, Mengla, Yunnan (récolté en mai 2020, publié en 2021)   |
|  |                                                                                              |

|  | RshSTT182, 92,6 %, Rhinolophus shameli, Stoeng Treng, Cambodge (récolté en 2010, publié en 2021) |
|  |                                                                                                  |
|  | RaTG13, 96,1 %, Rhinolophus affinis, Mojiang, Yunnan (récolté en 2013, publié en 2020)           |
|  |                                                                                                  |

|  | SL-ZXC21, 88 %, Rhinolophus pusillus, Zhoushan, Zhejiang (récolté en 2015, publié en 2018) |
|  |                                                                                            |
|  | SL-ZC45, 88 %, Rhinolophus pusillus, Zhoushan, Zhejiang (récolté en 2017, publié en 2018)  |
|  |                                                                                            |

|  | RmYN02, 93,3 %, Rhinolophus malayanus, Mengla, Yunnan (récolté en juin 2019, publié en 2020) |
|  |                                                                                              |
|  | RpYN06, 94.4 %, Rhinolophus pusillus, Mengla, Yunnan (récolté en mai 2020, publié en 2021)   |
|  |                                                                                              |

|  | RshSTT182, 92,6 %, Rhinolophus shameli, Stoeng Treng, Cambodge (récolté en 2010, publié en 2021) |
|  |                                                                                                  |
|  | RaTG13, 96,1 %, Rhinolophus affinis, Mojiang, Yunnan (récolté en 2013, publié en 2020)           |
|  |                                                                                                  |

|  | RmYN02, 93,3 %, Rhinolophus malayanus, Mengla, Yunnan (récolté en juin 2019, publié en 2020) |
|  |                                                                                              |
|  | RpYN06, 94.4 %, Rhinolophus pusillus, Mengla, Yunnan (récolté en mai 2020, publié en 2021)   |
|  |                                                                                              |

|  | RshSTT182, 92,6 %, Rhinolophus shameli, Stoeng Treng, Cambodge (récolté en 2010, publié en 2021) |
|  |                                                                                                  |
|  | RaTG13, 96,1 %, Rhinolophus affinis, Mojiang, Yunnan (récolté en 2013, publié en 2020)           |
|  |                                                                                                  |

|  | RmYN02, 93,3 %, Rhinolophus malayanus, Mengla, Yunnan (récolté en juin 2019, publié en 2020) |
|  |                                                                                              |
|  | RpYN06, 94.4 %, Rhinolophus pusillus, Mengla, Yunnan (récolté en mai 2020, publié en 2021)   |
|  |                                                                                              |

|  | RshSTT182, 92,6 %, Rhinolophus shameli, Stoeng Treng, Cambodge (récolté en 2010, publié en 2021) |
|  |                                                                                                  |
|  | RaTG13, 96,1 %, Rhinolophus affinis, Mojiang, Yunnan (récolté en 2013, publié en 2020)           |
|  |                                                                                                  |

|  | RmYN02, 93,3 %, Rhinolophus malayanus, Mengla, Yunnan (récolté en juin 2019, publié en 2020) |
|  |                                                                                              |
|  | RpYN06, 94.4 %, Rhinolophus pusillus, Mengla, Yunnan (récolté en mai 2020, publié en 2021)   |
|  |                                                                                              |

|  | RshSTT182, 92,6 %, Rhinolophus shameli, Stoeng Treng, Cambodge (récolté en 2010, publié en 2021) |
|  |                                                                                                  |
|  | RaTG13, 96,1 %, Rhinolophus affinis, Mojiang, Yunnan (récolté en 2013, publié en 2020)           |
|  |                                                                                                  |

|  | RmYN02, 93,3 %, Rhinolophus malayanus, Mengla, Yunnan (récolté en juin 2019, publié en 2020) |
|  |                                                                                              |
|  | RpYN06, 94.4 %, Rhinolophus pusillus, Mengla, Yunnan (récolté en mai 2020, publié en 2021)   |
|  |                                                                                              |

|  | RshSTT182, 92,6 %, Rhinolophus shameli, Stoeng Treng, Cambodge (récolté en 2010, publié en 2021) |
|  |                                                                                                  |
|  | RaTG13, 96,1 %, Rhinolophus affinis, Mojiang, Yunnan (récolté en 2013, publié en 2020)           |
|  |                                                                                                  |

|  | RmYN02, 93,3 %, Rhinolophus malayanus, Mengla, Yunnan (récolté en juin 2019, publié en 2020) |
|  |                                                                                              |
|  | RpYN06, 94.4 %, Rhinolophus pusillus, Mengla, Yunnan (récolté en mai 2020, publié en 2021)   |
|  |                                                                                              |

|  | RshSTT182, 92,6 %, Rhinolophus shameli, Stoeng Treng, Cambodge (récolté en 2010, publié en 2021) |
|  |                                                                                                  |
|  | RaTG13, 96,1 %, Rhinolophus affinis, Mojiang, Yunnan (récolté en 2013, publié en 2020)           |
|  |                                                                                                  |

|  | RmYN02, 93,3 %, Rhinolophus malayanus, Mengla, Yunnan (récolté en juin 2019, publié en 2020) |
|  |                                                                                              |
|  | RpYN06, 94.4 %, Rhinolophus pusillus, Mengla, Yunnan (récolté en mai 2020, publié en 2021)   |
|  |                                                                                              |

|  | RshSTT182, 92,6 %, Rhinolophus shameli, Stoeng Treng, Cambodge (récolté en 2010, publié en 2021) |
|  |                                                                                                  |
|  | RaTG13, 96,1 %, Rhinolophus affinis, Mojiang, Yunnan (récolté en 2013, publié en 2020)           |
|  |                                                                                                  |

|  | RmYN02, 93,3 %, Rhinolophus malayanus, Mengla, Yunnan (récolté en juin 2019, publié en 2020) |
|  |                                                                                              |
|  | RpYN06, 94.4 %, Rhinolophus pusillus, Mengla, Yunnan (récolté en mai 2020, publié en 2021)   |
|  |                                                                                              |

|  | RshSTT182, 92,6 %, Rhinolophus shameli, Stoeng Treng, Cambodge (récolté en 2010, publié en 2021) |
|  |                                                                                                  |
|  | RaTG13, 96,1 %, Rhinolophus affinis, Mojiang, Yunnan (récolté en 2013, publié en 2020)           |
|  |                                                                                                  |

|  | RmYN02, 93,3 %, Rhinolophus malayanus, Mengla, Yunnan (récolté en juin 2019, publié en 2020) |
|  |                                                                                              |
|  | RpYN06, 94.4 %, Rhinolophus pusillus, Mengla, Yunnan (récolté en mai 2020, publié en 2021)   |
|  |                                                                                              |

|  | RshSTT182, 92,6 %, Rhinolophus shameli, Stoeng Treng, Cambodge (récolté en 2010, publié en 2021) |
|  |                                                                                                  |
|  | RaTG13, 96,1 %, Rhinolophus affinis, Mojiang, Yunnan (récolté en 2013, publié en 2020)           |
|  |                                                                                                  |

|  | RmYN02, 93,3 %, Rhinolophus malayanus, Mengla, Yunnan (récolté en juin 2019, publié en 2020) |
|  |                                                                                              |
|  | RpYN06, 94.4 %, Rhinolophus pusillus, Mengla, Yunnan (récolté en mai 2020, publié en 2021)   |
|  |                                                                                              |

|  | RshSTT182, 92,6 %, Rhinolophus shameli, Stoeng Treng, Cambodge (récolté en 2010, publié en 2021) |
|  |                                                                                                  |
|  | RaTG13, 96,1 %, Rhinolophus affinis, Mojiang, Yunnan (récolté en 2013, publié en 2020)           |
|  |                                                                                                  |

|  | RmYN02, 93,3 %, Rhinolophus malayanus, Mengla, Yunnan (récolté en juin 2019, publié en 2020) |
|  |                                                                                              |
|  | RpYN06, 94.4 %, Rhinolophus pusillus, Mengla, Yunnan (récolté en mai 2020, publié en 2021)   |
|  |                                                                                              |

|  | RshSTT182, 92,6 %, Rhinolophus shameli, Stoeng Treng, Cambodge (récolté en 2010, publié en 2021) |
|  |                                                                                                  |
|  | RaTG13, 96,1 %, Rhinolophus affinis, Mojiang, Yunnan (récolté en 2013, publié en 2020)           |
|  |                                                                                                  |

|  | RmYN02, 93,3 %, Rhinolophus malayanus, Mengla, Yunnan (récolté en juin 2019, publié en 2020) |
|  |                                                                                              |
|  | RpYN06, 94.4 %, Rhinolophus pusillus, Mengla, Yunnan (récolté en mai 2020, publié en 2021)   |
|  |                                                                                              |

|  | RshSTT182, 92,6 %, Rhinolophus shameli, Stoeng Treng, Cambodge (récolté en 2010, publié en 2021) |
|  |                                                                                                  |
|  | RaTG13, 96,1 %, Rhinolophus affinis, Mojiang, Yunnan (récolté en 2013, publié en 2020)           |
|  |                                                                                                  |

|  | RmYN02, 93,3 %, Rhinolophus malayanus, Mengla, Yunnan (récolté en juin 2019, publié en 2020) |
|  |                                                                                              |
|  | RpYN06, 94.4 %, Rhinolophus pusillus, Mengla, Yunnan (récolté en mai 2020, publié en 2021)   |
|  |                                                                                              |

|  | RshSTT182, 92,6 %, Rhinolophus shameli, Stoeng Treng, Cambodge (récolté en 2010, publié en 2021) |
|  |                                                                                                  |
|  | RaTG13, 96,1 %, Rhinolophus affinis, Mojiang, Yunnan (récolté en 2013, publié en 2020)           |
|  |                                                                                                  |

|  | RmYN02, 93,3 %, Rhinolophus malayanus, Mengla, Yunnan (récolté en juin 2019, publié en 2020) |
|  |                                                                                              |
|  | RpYN06, 94.4 %, Rhinolophus pusillus, Mengla, Yunnan (récolté en mai 2020, publié en 2021)   |
|  |                                                                                              |

|  | RshSTT182, 92,6 %, Rhinolophus shameli, Stoeng Treng, Cambodge (récolté en 2010, publié en 2021) |
|  |                                                                                                  |
|  | RaTG13, 96,1 %, Rhinolophus affinis, Mojiang, Yunnan (récolté en 2013, publié en 2020)           |
|  |                                                                                                  |

|  | RmYN02, 93,3 %, Rhinolophus malayanus, Mengla, Yunnan (récolté en juin 2019, publié en 2020) |
|  |                                                                                              |
|  | RpYN06, 94.4 %, Rhinolophus pusillus, Mengla, Yunnan (récolté en mai 2020, publié en 2021)   |
|  |                                                                                              |

|  | RshSTT182, 92,6 %, Rhinolophus shameli, Stoeng Treng, Cambodge (récolté en 2010, publié en 2021) |
|  |                                                                                                  |
|  | RaTG13, 96,1 %, Rhinolophus affinis, Mojiang, Yunnan (récolté en 2013, publié en 2020)           |
|  |                                                                                                  |

|  | RmYN02, 93,3 %, Rhinolophus malayanus, Mengla, Yunnan (récolté en juin 2019, publié en 2020) |
|  |                                                                                              |
|  | RpYN06, 94.4 %, Rhinolophus pusillus, Mengla, Yunnan (récolté en mai 2020, publié en 2021)   |
|  |                                                                                              |

|  | RshSTT182, 92,6 %, Rhinolophus shameli, Stoeng Treng, Cambodge (récolté en 2010, publié en 2021) |
|  |                                                                                                  |
|  | RaTG13, 96,1 %, Rhinolophus affinis, Mojiang, Yunnan (récolté en 2013, publié en 2020)           |
|  |                                                                                                  |

|  | RmYN02, 93,3 %, Rhinolophus malayanus, Mengla, Yunnan (récolté en juin 2019, publié en 2020) |
|  |                                                                                              |
|  | RpYN06, 94.4 %, Rhinolophus pusillus, Mengla, Yunnan (récolté en mai 2020, publié en 2021)   |
|  |                                                                                              |

|  | RshSTT182, 92,6 %, Rhinolophus shameli, Stoeng Treng, Cambodge (récolté en 2010, publié en 2021) |
|  |                                                                                                  |
|  | RaTG13, 96,1 %, Rhinolophus affinis, Mojiang, Yunnan (récolté en 2013, publié en 2020)           |
|  |                                                                                                  |

|  | RmYN02, 93,3 %, Rhinolophus malayanus, Mengla, Yunnan (récolté en juin 2019, publié en 2020) |
|  |                                                                                              |
|  | RpYN06, 94.4 %, Rhinolophus pusillus, Mengla, Yunnan (récolté en mai 2020, publié en 2021)   |
|  |                                                                                              |

|  | RshSTT182, 92,6 %, Rhinolophus shameli, Stoeng Treng, Cambodge (récolté en 2010, publié en 2021) |
|  |                                                                                                  |
|  | RaTG13, 96,1 %, Rhinolophus affinis, Mojiang, Yunnan (récolté en 2013, publié en 2020)           |
|  |                                                                                                  |

|  | RmYN02, 93,3 %, Rhinolophus malayanus, Mengla, Yunnan (récolté en juin 2019, publié en 2020) |
|  |                                                                                              |
|  | RpYN06, 94.4 %, Rhinolophus pusillus, Mengla, Yunnan (récolté en mai 2020, publié en 2021)   |
|  |                                                                                              |

|  | RshSTT182, 92,6 %, Rhinolophus shameli, Stoeng Treng, Cambodge (récolté en 2010, publié en 2021) |
|  |                                                                                                  |
|  | RaTG13, 96,1 %, Rhinolophus affinis, Mojiang, Yunnan (récolté en 2013, publié en 2020)           |
|  |                                                                                                  |

|  | RmYN02, 93,3 %, Rhinolophus malayanus, Mengla, Yunnan (récolté en juin 2019, publié en 2020) |
|  |                                                                                              |
|  | RpYN06, 94.4 %, Rhinolophus pusillus, Mengla, Yunnan (récolté en mai 2020, publié en 2021)   |
|  |                                                                                              |

|  | RshSTT182, 92,6 %, Rhinolophus shameli, Stoeng Treng, Cambodge (récolté en 2010, publié en 2021) |
|  |                                                                                                  |
|  | RaTG13, 96,1 %, Rhinolophus affinis, Mojiang, Yunnan (récolté en 2013, publié en 2020)           |
|  |                                                                                                  |

|  | RmYN02, 93,3 %, Rhinolophus malayanus, Mengla, Yunnan (récolté en juin 2019, publié en 2020) |
|  |                                                                                              |
|  | RpYN06, 94.4 %, Rhinolophus pusillus, Mengla, Yunnan (récolté en mai 2020, publié en 2021)   |
|  |                                                                                              |

|  | RshSTT182, 92,6 %, Rhinolophus shameli, Stoeng Treng, Cambodge (récolté en 2010, publié en 2021) |
|  |                                                                                                  |
|  | RaTG13, 96,1 %, Rhinolophus affinis, Mojiang, Yunnan (récolté en 2013, publié en 2020)           |
|  |                                                                                                  |

|  | RmYN02, 93,3 %, Rhinolophus malayanus, Mengla, Yunnan (récolté en juin 2019, publié en 2020) |
|  |                                                                                              |
|  | RpYN06, 94.4 %, Rhinolophus pusillus, Mengla, Yunnan (récolté en mai 2020, publié en 2021)   |
|  |                                                                                              |

|  | RshSTT182, 92,6 %, Rhinolophus shameli, Stoeng Treng, Cambodge (récolté en 2010, publié en 2021) |
|  |                                                                                                  |
|  | RaTG13, 96,1 %, Rhinolophus affinis, Mojiang, Yunnan (récolté en 2013, publié en 2020)           |
|  |                                                                                                  |

|  | RmYN02, 93,3 %, Rhinolophus malayanus, Mengla, Yunnan (récolté en juin 2019, publié en 2020) |
|  |                                                                                              |
|  | RpYN06, 94.4 %, Rhinolophus pusillus, Mengla, Yunnan (récolté en mai 2020, publié en 2021)   |
|  |                                                                                              |

|  | RshSTT182, 92,6 %, Rhinolophus shameli, Stoeng Treng, Cambodge (récolté en 2010, publié en 2021) |
|  |                                                                                                  |
|  | RaTG13, 96,1 %, Rhinolophus affinis, Mojiang, Yunnan (récolté en 2013, publié en 2020)           |
|  |                                                                                                  |

|  | RmYN02, 93,3 %, Rhinolophus malayanus, Mengla, Yunnan (récolté en juin 2019, publié en 2020) |
|  |                                                                                              |
|  | RpYN06, 94.4 %, Rhinolophus pusillus, Mengla, Yunnan (récolté en mai 2020, publié en 2021)   |
|  |                                                                                              |

|  | RshSTT182, 92,6 %, Rhinolophus shameli, Stoeng Treng, Cambodge (récolté en 2010, publié en 2021) |
|  |                                                                                                  |
|  | RaTG13, 96,1 %, Rhinolophus affinis, Mojiang, Yunnan (récolté en 2013, publié en 2020)           |
|  |                                                                                                  |

|  | RmYN02, 93,3 %, Rhinolophus malayanus, Mengla, Yunnan (récolté en juin 2019, publié en 2020) |
|  |                                                                                              |
|  | RpYN06, 94.4 %, Rhinolophus pusillus, Mengla, Yunnan (récolté en mai 2020, publié en 2021)   |
|  |                                                                                              |

|  | RshSTT182, 92,6 %, Rhinolophus shameli, Stoeng Treng, Cambodge (récolté en 2010, publié en 2021) |
|  |                                                                                                  |
|  | RaTG13, 96,1 %, Rhinolophus affinis, Mojiang, Yunnan (récolté en 2013, publié en 2020)           |
|  |                                                                                                  |

|  | RmYN02, 93,3 %, Rhinolophus malayanus, Mengla, Yunnan (récolté en juin 2019, publié en 2020) |
|  |                                                                                              |
|  | RpYN06, 94.4 %, Rhinolophus pusillus, Mengla, Yunnan (récolté en mai 2020, publié en 2021)   |
|  |                                                                                              |

|  | RshSTT182, 92,6 %, Rhinolophus shameli, Stoeng Treng, Cambodge (récolté en 2010, publié en 2021) |
|  |                                                                                                  |
|  | RaTG13, 96,1 %, Rhinolophus affinis, Mojiang, Yunnan (récolté en 2013, publié en 2020)           |
|  |                                                                                                  |

|  | RmYN02, 93,3 %, Rhinolophus malayanus, Mengla, Yunnan (récolté en juin 2019, publié en 2020) |
|  |                                                                                              |
|  | RpYN06, 94.4 %, Rhinolophus pusillus, Mengla, Yunnan (récolté en mai 2020, publié en 2021)   |
|  |                                                                                              |

|  | RshSTT182, 92,6 %, Rhinolophus shameli, Stoeng Treng, Cambodge (récolté en 2010, publié en 2021) |
|  |                                                                                                  |
|  | RaTG13, 96,1 %, Rhinolophus affinis, Mojiang, Yunnan (récolté en 2013, publié en 2020)           |
|  |                                                                                                  |

|  | RmYN02, 93,3 %, Rhinolophus malayanus, Mengla, Yunnan (récolté en juin 2019, publié en 2020) |
|  |                                                                                              |
|  | RpYN06, 94.4 %, Rhinolophus pusillus, Mengla, Yunnan (récolté en mai 2020, publié en 2021)   |
|  |                                                                                              |

|  | RshSTT182, 92,6 %, Rhinolophus shameli, Stoeng Treng, Cambodge (récolté en 2010, publié en 2021) |
|  |                                                                                                  |
|  | RaTG13, 96,1 %, Rhinolophus affinis, Mojiang, Yunnan (récolté en 2013, publié en 2020)           |
|  |                                                                                                  |

|  | RmYN02, 93,3 %, Rhinolophus malayanus, Mengla, Yunnan (récolté en juin 2019, publié en 2020) |
|  |                                                                                              |
|  | RpYN06, 94.4 %, Rhinolophus pusillus, Mengla, Yunnan (récolté en mai 2020, publié en 2021)   |
|  |                                                                                              |

|  | RshSTT182, 92,6 %, Rhinolophus shameli, Stoeng Treng, Cambodge (récolté en 2010, publié en 2021) |
|  |                                                                                                  |
|  | RaTG13, 96,1 %, Rhinolophus affinis, Mojiang, Yunnan (récolté en 2013, publié en 2020)           |
|  |                                                                                                  |

|  | RmYN02, 93,3 %, Rhinolophus malayanus, Mengla, Yunnan (récolté en juin 2019, publié en 2020) |
|  |                                                                                              |
|  | RpYN06, 94.4 %, Rhinolophus pusillus, Mengla, Yunnan (récolté en mai 2020, publié en 2021)   |
|  |                                                                                              |

|  | RshSTT182, 92,6 %, Rhinolophus shameli, Stoeng Treng, Cambodge (récolté en 2010, publié en 2021) |
|  |                                                                                                  |
|  | RaTG13, 96,1 %, Rhinolophus affinis, Mojiang, Yunnan (récolté en 2013, publié en 2020)           |
|  |                                                                                                  |

|  | RmYN02, 93,3 %, Rhinolophus malayanus, Mengla, Yunnan (récolté en juin 2019, publié en 2020) |
|  |                                                                                              |
|  | RpYN06, 94.4 %, Rhinolophus pusillus, Mengla, Yunnan (récolté en mai 2020, publié en 2021)   |
|  |                                                                                              |

|  | RshSTT182, 92,6 %, Rhinolophus shameli, Stoeng Treng, Cambodge (récolté en 2010, publié en 2021) |
|  |                                                                                                  |
|  | RaTG13, 96,1 %, Rhinolophus affinis, Mojiang, Yunnan (récolté en 2013, publié en 2020)           |
|  |                                                                                                  |

|  | RmYN02, 93,3 %, Rhinolophus malayanus, Mengla, Yunnan (récolté en juin 2019, publié en 2020) |
|  |                                                                                              |
|  | RpYN06, 94.4 %, Rhinolophus pusillus, Mengla, Yunnan (récolté en mai 2020, publié en 2021)   |
|  |                                                                                              |

|  | RshSTT182, 92,6 %, Rhinolophus shameli, Stoeng Treng, Cambodge (récolté en 2010, publié en 2021) |
|  |                                                                                                  |
|  | RaTG13, 96,1 %, Rhinolophus affinis, Mojiang, Yunnan (récolté en 2013, publié en 2020)           |
|  |                                                                                                  |

|  | RmYN02, 93,3 %, Rhinolophus malayanus, Mengla, Yunnan (récolté en juin 2019, publié en 2020) |
|  |                                                                                              |
|  | RpYN06, 94.4 %, Rhinolophus pusillus, Mengla, Yunnan (récolté en mai 2020, publié en 2021)   |
|  |                                                                                              |

|  | RshSTT182, 92,6 %, Rhinolophus shameli, Stoeng Treng, Cambodge (récolté en 2010, publié en 2021) |
|  |                                                                                                  |
|  | RaTG13, 96,1 %, Rhinolophus affinis, Mojiang, Yunnan (récolté en 2013, publié en 2020)           |
|  |                                                                                                  |

|  | RmYN02, 93,3 %, Rhinolophus malayanus, Mengla, Yunnan (récolté en juin 2019, publié en 2020) |
|  |                                                                                              |
|  | RpYN06, 94.4 %, Rhinolophus pusillus, Mengla, Yunnan (récolté en mai 2020, publié en 2021)   |
|  |                                                                                              |

|  | RshSTT182, 92,6 %, Rhinolophus shameli, Stoeng Treng, Cambodge (récolté en 2010, publié en 2021) |
|  |                                                                                                  |
|  | RaTG13, 96,1 %, Rhinolophus affinis, Mojiang, Yunnan (récolté en 2013, publié en 2020)           |
|  |                                                                                                  |

|  | RmYN02, 93,3 %, Rhinolophus malayanus, Mengla, Yunnan (récolté en juin 2019, publié en 2020) |
|  |                                                                                              |
|  | RpYN06, 94.4 %, Rhinolophus pusillus, Mengla, Yunnan (récolté en mai 2020, publié en 2021)   |
|  |                                                                                              |

|  | RshSTT182, 92,6 %, Rhinolophus shameli, Stoeng Treng, Cambodge (récolté en 2010, publié en 2021) |
|  |                                                                                                  |
|  | RaTG13, 96,1 %, Rhinolophus affinis, Mojiang, Yunnan (récolté en 2013, publié en 2020)           |
|  |                                                                                                  |

|  | RmYN02, 93,3 %, Rhinolophus malayanus, Mengla, Yunnan (récolté en juin 2019, publié en 2020) |
|  |                                                                                              |
|  | RpYN06, 94.4 %, Rhinolophus pusillus, Mengla, Yunnan (récolté en mai 2020, publié en 2021)   |
|  |                                                                                              |

|  | RshSTT182, 92,6 %, Rhinolophus shameli, Stoeng Treng, Cambodge (récolté en 2010, publié en 2021) |
|  |                                                                                                  |
|  | RaTG13, 96,1 %, Rhinolophus affinis, Mojiang, Yunnan (récolté en 2013, publié en 2020)           |
|  |                                                                                                  |

|  | RmYN02, 93,3 %, Rhinolophus malayanus, Mengla, Yunnan (récolté en juin 2019, publié en 2020) |
|  |                                                                                              |
|  | RpYN06, 94.4 %, Rhinolophus pusillus, Mengla, Yunnan (récolté en mai 2020, publié en 2021)   |
|  |                                                                                              |

|  | RshSTT182, 92,6 %, Rhinolophus shameli, Stoeng Treng, Cambodge (récolté en 2010, publié en 2021) |
|  |                                                                                                  |
|  | RaTG13, 96,1 %, Rhinolophus affinis, Mojiang, Yunnan (récolté en 2013, publié en 2020)           |
|  |                                                                                                  |

|  | RmYN02, 93,3 %, Rhinolophus malayanus, Mengla, Yunnan (récolté en juin 2019, publié en 2020) |
|  |                                                                                              |
|  | RpYN06, 94.4 %, Rhinolophus pusillus, Mengla, Yunnan (récolté en mai 2020, publié en 2021)   |
|  |                                                                                              |

|  | RshSTT182, 92,6 %, Rhinolophus shameli, Stoeng Treng, Cambodge (récolté en 2010, publié en 2021) |
|  |                                                                                                  |
|  | RaTG13, 96,1 %, Rhinolophus affinis, Mojiang, Yunnan (récolté en 2013, publié en 2020)           |
|  |                                                                                                  |

|  | RmYN02, 93,3 %, Rhinolophus malayanus, Mengla, Yunnan (récolté en juin 2019, publié en 2020) |
|  |                                                                                              |
|  | RpYN06, 94.4 %, Rhinolophus pusillus, Mengla, Yunnan (récolté en mai 2020, publié en 2021)   |
|  |                                                                                              |

|  | RshSTT182, 92,6 %, Rhinolophus shameli, Stoeng Treng, Cambodge (récolté en 2010, publié en 2021) |
|  |                                                                                                  |
|  | RaTG13, 96,1 %, Rhinolophus affinis, Mojiang, Yunnan (récolté en 2013, publié en 2020)           |
|  |                                                                                                  |

|  | RmYN02, 93,3 %, Rhinolophus malayanus, Mengla, Yunnan (récolté en juin 2019, publié en 2020) |
|  |                                                                                              |
|  | RpYN06, 94.4 %, Rhinolophus pusillus, Mengla, Yunnan (récolté en mai 2020, publié en 2021)   |
|  |                                                                                              |

|  | RshSTT182, 92,6 %, Rhinolophus shameli, Stoeng Treng, Cambodge (récolté en 2010, publié en 2021) |
|  |                                                                                                  |
|  | RaTG13, 96,1 %, Rhinolophus affinis, Mojiang, Yunnan (récolté en 2013, publié en 2020)           |
|  |                                                                                                  |

|  | RmYN02, 93,3 %, Rhinolophus malayanus, Mengla, Yunnan (récolté en juin 2019, publié en 2020) |
|  |                                                                                              |
|  | RpYN06, 94.4 %, Rhinolophus pusillus, Mengla, Yunnan (récolté en mai 2020, publié en 2021)   |
|  |                                                                                              |

|  | RshSTT182, 92,6 %, Rhinolophus shameli, Stoeng Treng, Cambodge (récolté en 2010, publié en 2021) |
|  |                                                                                                  |
|  | RaTG13, 96,1 %, Rhinolophus affinis, Mojiang, Yunnan (récolté en 2013, publié en 2020)           |
|  |                                                                                                  |

|  | RmYN02, 93,3 %, Rhinolophus malayanus, Mengla, Yunnan (récolté en juin 2019, publié en 2020) |
|  |                                                                                              |
|  | RpYN06, 94.4 %, Rhinolophus pusillus, Mengla, Yunnan (récolté en mai 2020, publié en 2021)   |
|  |                                                                                              |

|  | RshSTT182, 92,6 %, Rhinolophus shameli, Stoeng Treng, Cambodge (récolté en 2010, publié en 2021) |
|  |                                                                                                  |
|  | RaTG13, 96,1 %, Rhinolophus affinis, Mojiang, Yunnan (récolté en 2013, publié en 2020)           |
|  |                                                                                                  |

|  | RmYN02, 93,3 %, Rhinolophus malayanus, Mengla, Yunnan (récolté en juin 2019, publié en 2020) |
|  |                                                                                              |
|  | RpYN06, 94.4 %, Rhinolophus pusillus, Mengla, Yunnan (récolté en mai 2020, publié en 2021)   |
|  |                                                                                              |

|  | RshSTT182, 92,6 %, Rhinolophus shameli, Stoeng Treng, Cambodge (récolté en 2010, publié en 2021) |
|  |                                                                                                  |
|  | RaTG13, 96,1 %, Rhinolophus affinis, Mojiang, Yunnan (récolté en 2013, publié en 2020)           |
|  |                                                                                                  |

|  | RmYN02, 93,3 %, Rhinolophus malayanus, Mengla, Yunnan (récolté en juin 2019, publié en 2020) |
|  |                                                                                              |
|  | RpYN06, 94.4 %, Rhinolophus pusillus, Mengla, Yunnan (récolté en mai 2020, publié en 2021)   |
|  |                                                                                              |

|  | RshSTT182, 92,6 %, Rhinolophus shameli, Stoeng Treng, Cambodge (récolté en 2010, publié en 2021) |
|  |                                                                                                  |
|  | RaTG13, 96,1 %, Rhinolophus affinis, Mojiang, Yunnan (récolté en 2013, publié en 2020)           |
|  |                                                                                                  |

|  | RmYN02, 93,3 %, Rhinolophus malayanus, Mengla, Yunnan (récolté en juin 2019, publié en 2020) |
|  |                                                                                              |
|  | RpYN06, 94.4 %, Rhinolophus pusillus, Mengla, Yunnan (récolté en mai 2020, publié en 2021)   |
|  |                                                                                              |

|  | RshSTT182, 92,6 %, Rhinolophus shameli, Stoeng Treng, Cambodge (récolté en 2010, publié en 2021) |
|  |                                                                                                  |
|  | RaTG13, 96,1 %, Rhinolophus affinis, Mojiang, Yunnan (récolté en 2013, publié en 2020)           |
|  |                                                                                                  |

|  | RmYN02, 93,3 %, Rhinolophus malayanus, Mengla, Yunnan (récolté en juin 2019, publié en 2020) |
|  |                                                                                              |
|  | RpYN06, 94.4 %, Rhinolophus pusillus, Mengla, Yunnan (récolté en mai 2020, publié en 2021)   |
|  |                                                                                              |

|  | RshSTT182, 92,6 %, Rhinolophus shameli, Stoeng Treng, Cambodge (récolté en 2010, publié en 2021) |
|  |                                                                                                  |
|  | RaTG13, 96,1 %, Rhinolophus affinis, Mojiang, Yunnan (récolté en 2013, publié en 2020)           |
|  |                                                                                                  |

|  | RmYN02, 93,3 %, Rhinolophus malayanus, Mengla, Yunnan (récolté en juin 2019, publié en 2020) |
|  |                                                                                              |
|  | RpYN06, 94.4 %, Rhinolophus pusillus, Mengla, Yunnan (récolté en mai 2020, publié en 2021)   |
|  |                                                                                              |

|  | RshSTT182, 92,6 %, Rhinolophus shameli, Stoeng Treng, Cambodge (récolté en 2010, publié en 2021) |
|  |                                                                                                  |
|  | RaTG13, 96,1 %, Rhinolophus affinis, Mojiang, Yunnan (récolté en 2013, publié en 2020)           |
|  |                                                                                                  |

|  | RmYN02, 93,3 %, Rhinolophus malayanus, Mengla, Yunnan (récolté en juin 2019, publié en 2020) |
|  |                                                                                              |
|  | RpYN06, 94.4 %, Rhinolophus pusillus, Mengla, Yunnan (récolté en mai 2020, publié en 2021)   |
|  |                                                                                              |

|  | RshSTT182, 92,6 %, Rhinolophus shameli, Stoeng Treng, Cambodge (récolté en 2010, publié en 2021) |
|  |                                                                                                  |
|  | RaTG13, 96,1 %, Rhinolophus affinis, Mojiang, Yunnan (récolté en 2013, publié en 2020)           |
|  |                                                                                                  |

|  | RmYN02, 93,3 %, Rhinolophus malayanus, Mengla, Yunnan (récolté en juin 2019, publié en 2020) |
|  |                                                                                              |
|  | RpYN06, 94.4 %, Rhinolophus pusillus, Mengla, Yunnan (récolté en mai 2020, publié en 2021)   |
|  |                                                                                              |

|  | RshSTT182, 92,6 %, Rhinolophus shameli, Stoeng Treng, Cambodge (récolté en 2010, publié en 2021) |
|  |                                                                                                  |
|  | RaTG13, 96,1 %, Rhinolophus affinis, Mojiang, Yunnan (récolté en 2013, publié en 2020)           |
|  |                                                                                                  |

|  | RmYN02, 93,3 %, Rhinolophus malayanus, Mengla, Yunnan (récolté en juin 2019, publié en 2020) |
|  |                                                                                              |
|  | RpYN06, 94.4 %, Rhinolophus pusillus, Mengla, Yunnan (récolté en mai 2020, publié en 2021)   |
|  |                                                                                              |

|  | RshSTT182, 92,6 %, Rhinolophus shameli, Stoeng Treng, Cambodge (récolté en 2010, publié en 2021) |
|  |                                                                                                  |
|  | RaTG13, 96,1 %, Rhinolophus affinis, Mojiang, Yunnan (récolté en 2013, publié en 2020)           |
|  |                                                                                                  |

|  | RmYN02, 93,3 %, Rhinolophus malayanus, Mengla, Yunnan (récolté en juin 2019, publié en 2020) |
|  |                                                                                              |
|  | RpYN06, 94.4 %, Rhinolophus pusillus, Mengla, Yunnan (récolté en mai 2020, publié en 2021)   |
|  |                                                                                              |

|  | RshSTT182, 92,6 %, Rhinolophus shameli, Stoeng Treng, Cambodge (récolté en 2010, publié en 2021) |
|  |                                                                                                  |
|  | RaTG13, 96,1 %, Rhinolophus affinis, Mojiang, Yunnan (récolté en 2013, publié en 2020)           |
|  |                                                                                                  |

|  | RmYN02, 93,3 %, Rhinolophus malayanus, Mengla, Yunnan (récolté en juin 2019, publié en 2020) |
|  |                                                                                              |
|  | RpYN06, 94.4 %, Rhinolophus pusillus, Mengla, Yunnan (récolté en mai 2020, publié en 2021)   |
|  |                                                                                              |

|  | RshSTT182, 92,6 %, Rhinolophus shameli, Stoeng Treng, Cambodge (récolté en 2010, publié en 2021) |
|  |                                                                                                  |
|  | RaTG13, 96,1 %, Rhinolophus affinis, Mojiang, Yunnan (récolté en 2013, publié en 2020)           |
|  |                                                                                                  |

|  | RmYN02, 93,3 %, Rhinolophus malayanus, Mengla, Yunnan (récolté en juin 2019, publié en 2020) |
|  |                                                                                              |
|  | RpYN06, 94.4 %, Rhinolophus pusillus, Mengla, Yunnan (récolté en mai 2020, publié en 2021)   |
|  |                                                                                              |

|  | RshSTT182, 92,6 %, Rhinolophus shameli, Stoeng Treng, Cambodge (récolté en 2010, publié en 2021) |
|  |                                                                                                  |
|  | RaTG13, 96,1 %, Rhinolophus affinis, Mojiang, Yunnan (récolté en 2013, publié en 2020)           |
|  |                                                                                                  |

|  | RmYN02, 93,3 %, Rhinolophus malayanus, Mengla, Yunnan (récolté en juin 2019, publié en 2020) |
|  |                                                                                              |
|  | RpYN06, 94.4 %, Rhinolophus pusillus, Mengla, Yunnan (récolté en mai 2020, publié en 2021)   |
|  |                                                                                              |

|  | RshSTT182, 92,6 %, Rhinolophus shameli, Stoeng Treng, Cambodge (récolté en 2010, publié en 2021) |
|  |                                                                                                  |
|  | RaTG13, 96,1 %, Rhinolophus affinis, Mojiang, Yunnan (récolté en 2013, publié en 2020)           |
|  |                                                                                                  |

|  | RmYN02, 93,3 %, Rhinolophus malayanus, Mengla, Yunnan (récolté en juin 2019, publié en 2020) |
|  |                                                                                              |
|  | RpYN06, 94.4 %, Rhinolophus pusillus, Mengla, Yunnan (récolté en mai 2020, publié en 2021)   |
|  |                                                                                              |

|  | RshSTT182, 92,6 %, Rhinolophus shameli, Stoeng Treng, Cambodge (récolté en 2010, publié en 2021) |
|  |                                                                                                  |
|  | RaTG13, 96,1 %, Rhinolophus affinis, Mojiang, Yunnan (récolté en 2013, publié en 2020)           |
|  |                                                                                                  |

|  | RmYN02, 93,3 %, Rhinolophus malayanus, Mengla, Yunnan (récolté en juin 2019, publié en 2020) |
|  |                                                                                              |
|  | RpYN06, 94.4 %, Rhinolophus pusillus, Mengla, Yunnan (récolté en mai 2020, publié en 2021)   |
|  |                                                                                              |

|  | RshSTT182, 92,6 %, Rhinolophus shameli, Stoeng Treng, Cambodge (récolté en 2010, publié en 2021) |
|  |                                                                                                  |
|  | RaTG13, 96,1 %, Rhinolophus affinis, Mojiang, Yunnan (récolté en 2013, publié en 2020)           |
|  |                                                                                                  |

|  | RmYN02, 93,3 %, Rhinolophus malayanus, Mengla, Yunnan (récolté en juin 2019, publié en 2020) |
|  |                                                                                              |
|  | RpYN06, 94.4 %, Rhinolophus pusillus, Mengla, Yunnan (récolté en mai 2020, publié en 2021)   |
|  |                                                                                              |

|  | RshSTT182, 92,6 %, Rhinolophus shameli, Stoeng Treng, Cambodge (récolté en 2010, publié en 2021) |
|  |                                                                                                  |
|  | RaTG13, 96,1 %, Rhinolophus affinis, Mojiang, Yunnan (récolté en 2013, publié en 2020)           |
|  |                                                                                                  |

|  | RmYN02, 93,3 %, Rhinolophus malayanus, Mengla, Yunnan (récolté en juin 2019, publié en 2020) |
|  |                                                                                              |
|  | RpYN06, 94.4 %, Rhinolophus pusillus, Mengla, Yunnan (récolté en mai 2020, publié en 2021)   |
|  |                                                                                              |

|  | RshSTT182, 92,6 %, Rhinolophus shameli, Stoeng Treng, Cambodge (récolté en 2010, publié en 2021) |
|  |                                                                                                  |
|  | RaTG13, 96,1 %, Rhinolophus affinis, Mojiang, Yunnan (récolté en 2013, publié en 2020)           |
|  |                                                                                                  |

|  | RmYN02, 93,3 %, Rhinolophus malayanus, Mengla, Yunnan (récolté en juin 2019, publié en 2020) |
|  |                                                                                              |
|  | RpYN06, 94.4 %, Rhinolophus pusillus, Mengla, Yunnan (récolté en mai 2020, publié en 2021)   |
|  |                                                                                              |

|  | RshSTT182, 92,6 %, Rhinolophus shameli, Stoeng Treng, Cambodge (récolté en 2010, publié en 2021) |
|  |                                                                                                  |
|  | RaTG13, 96,1 %, Rhinolophus affinis, Mojiang, Yunnan (récolté en 2013, publié en 2020)           |
|  |                                                                                                  |

|  | RmYN02, 93,3 %, Rhinolophus malayanus, Mengla, Yunnan (récolté en juin 2019, publié en 2020) |
|  |                                                                                              |
|  | RpYN06, 94.4 %, Rhinolophus pusillus, Mengla, Yunnan (récolté en mai 2020, publié en 2021)   |
|  |                                                                                              |

|  | RshSTT182, 92,6 %, Rhinolophus shameli, Stoeng Treng, Cambodge (récolté en 2010, publié en 2021) |
|  |                                                                                                  |
|  | RaTG13, 96,1 %, Rhinolophus affinis, Mojiang, Yunnan (récolté en 2013, publié en 2020)           |
|  |                                                                                                  |

|  | RmYN02, 93,3 %, Rhinolophus malayanus, Mengla, Yunnan (récolté en juin 2019, publié en 2020) |
|  |                                                                                              |
|  | RpYN06, 94.4 %, Rhinolophus pusillus, Mengla, Yunnan (récolté en mai 2020, publié en 2021)   |
|  |                                                                                              |

|  | RshSTT182, 92,6 %, Rhinolophus shameli, Stoeng Treng, Cambodge (récolté en 2010, publié en 2021) |
|  |                                                                                                  |
|  | RaTG13, 96,1 %, Rhinolophus affinis, Mojiang, Yunnan (récolté en 2013, publié en 2020)           |
|  |                                                                                                  |

|  | RmYN02, 93,3 %, Rhinolophus malayanus, Mengla, Yunnan (récolté en juin 2019, publié en 2020) |
|  |                                                                                              |
|  | RpYN06, 94.4 %, Rhinolophus pusillus, Mengla, Yunnan (récolté en mai 2020, publié en 2021)   |
|  |                                                                                              |

|  | RshSTT182, 92,6 %, Rhinolophus shameli, Stoeng Treng, Cambodge (récolté en 2010, publié en 2021) |
|  |                                                                                                  |
|  | RaTG13, 96,1 %, Rhinolophus affinis, Mojiang, Yunnan (récolté en 2013, publié en 2020)           |
|  |                                                                                                  |

|  | RmYN02, 93,3 %, Rhinolophus malayanus, Mengla, Yunnan (récolté en juin 2019, publié en 2020) |
|  |                                                                                              |
|  | RpYN06, 94.4 %, Rhinolophus pusillus, Mengla, Yunnan (récolté en mai 2020, publié en 2021)   |
|  |                                                                                              |

|  | RshSTT182, 92,6 %, Rhinolophus shameli, Stoeng Treng, Cambodge (récolté en 2010, publié en 2021) |
|  |                                                                                                  |
|  | RaTG13, 96,1 %, Rhinolophus affinis, Mojiang, Yunnan (récolté en 2013, publié en 2020)           |
|  |                                                                                                  |

|  | RmYN02, 93,3 %, Rhinolophus malayanus, Mengla, Yunnan (récolté en juin 2019, publié en 2020) |
|  |                                                                                              |
|  | RpYN06, 94.4 %, Rhinolophus pusillus, Mengla, Yunnan (récolté en mai 2020, publié en 2021)   |
|  |                                                                                              |

|  | RshSTT182, 92,6 %, Rhinolophus shameli, Stoeng Treng, Cambodge (récolté en 2010, publié en 2021) |
|  |                                                                                                  |
|  | RaTG13, 96,1 %, Rhinolophus affinis, Mojiang, Yunnan (récolté en 2013, publié en 2020)           |
|  |                                                                                                  |

|  | SL-ZXC21, 88 %, Rhinolophus pusillus, Zhoushan, Zhejiang (récolté en 2015, publié en 2018) |
|  |                                                                                            |
|  | SL-ZC45, 88 %, Rhinolophus pusillus, Zhoushan, Zhejiang (récolté en 2017, publié en 2018)  |
|  |                                                                                            |

|  | RmYN02, 93,3 %, Rhinolophus malayanus, Mengla, Yunnan (récolté en juin 2019, publié en 2020) |
|  |                                                                                              |
|  | RpYN06, 94.4 %, Rhinolophus pusillus, Mengla, Yunnan (récolté en mai 2020, publié en 2021)   |
|  |                                                                                              |

|  | RshSTT182, 92,6 %, Rhinolophus shameli, Stoeng Treng, Cambodge (récolté en 2010, publié en 2021) |
|  |                                                                                                  |
|  | RaTG13, 96,1 %, Rhinolophus affinis, Mojiang, Yunnan (récolté en 2013, publié en 2020)           |
|  |                                                                                                  |

|  | RmYN02, 93,3 %, Rhinolophus malayanus, Mengla, Yunnan (récolté en juin 2019, publié en 2020) |
|  |                                                                                              |
|  | RpYN06, 94.4 %, Rhinolophus pusillus, Mengla, Yunnan (récolté en mai 2020, publié en 2021)   |
|  |                                                                                              |

|  | RshSTT182, 92,6 %, Rhinolophus shameli, Stoeng Treng, Cambodge (récolté en 2010, publié en 2021) |
|  |                                                                                                  |
|  | RaTG13, 96,1 %, Rhinolophus affinis, Mojiang, Yunnan (récolté en 2013, publié en 2020)           |
|  |                                                                                                  |

|  | RmYN02, 93,3 %, Rhinolophus malayanus, Mengla, Yunnan (récolté en juin 2019, publié en 2020) |
|  |                                                                                              |
|  | RpYN06, 94.4 %, Rhinolophus pusillus, Mengla, Yunnan (récolté en mai 2020, publié en 2021)   |
|  |                                                                                              |

|  | RshSTT182, 92,6 %, Rhinolophus shameli, Stoeng Treng, Cambodge (récolté en 2010, publié en 2021) |
|  |                                                                                                  |
|  | RaTG13, 96,1 %, Rhinolophus affinis, Mojiang, Yunnan (récolté en 2013, publié en 2020)           |
|  |                                                                                                  |

|  | RmYN02, 93,3 %, Rhinolophus malayanus, Mengla, Yunnan (récolté en juin 2019, publié en 2020) |
|  |                                                                                              |
|  | RpYN06, 94.4 %, Rhinolophus pusillus, Mengla, Yunnan (récolté en mai 2020, publié en 2021)   |
|  |                                                                                              |

|  | RshSTT182, 92,6 %, Rhinolophus shameli, Stoeng Treng, Cambodge (récolté en 2010, publié en 2021) |
|  |                                                                                                  |
|  | RaTG13, 96,1 %, Rhinolophus affinis, Mojiang, Yunnan (récolté en 2013, publié en 2020)           |
|  |                                                                                                  |

|  | RmYN02, 93,3 %, Rhinolophus malayanus, Mengla, Yunnan (récolté en juin 2019, publié en 2020) |
|  |                                                                                              |
|  | RpYN06, 94.4 %, Rhinolophus pusillus, Mengla, Yunnan (récolté en mai 2020, publié en 2021)   |
|  |                                                                                              |

|  | RshSTT182, 92,6 %, Rhinolophus shameli, Stoeng Treng, Cambodge (récolté en 2010, publié en 2021) |
|  |                                                                                                  |
|  | RaTG13, 96,1 %, Rhinolophus affinis, Mojiang, Yunnan (récolté en 2013, publié en 2020)           |
|  |                                                                                                  |

|  | RmYN02, 93,3 %, Rhinolophus malayanus, Mengla, Yunnan (récolté en juin 2019, publié en 2020) |
|  |                                                                                              |
|  | RpYN06, 94.4 %, Rhinolophus pusillus, Mengla, Yunnan (récolté en mai 2020, publié en 2021)   |
|  |                                                                                              |

|  | RshSTT182, 92,6 %, Rhinolophus shameli, Stoeng Treng, Cambodge (récolté en 2010, publié en 2021) |
|  |                                                                                                  |
|  | RaTG13, 96,1 %, Rhinolophus affinis, Mojiang, Yunnan (récolté en 2013, publié en 2020)           |
|  |                                                                                                  |

|  | RmYN02, 93,3 %, Rhinolophus malayanus, Mengla, Yunnan (récolté en juin 2019, publié en 2020) |
|  |                                                                                              |
|  | RpYN06, 94.4 %, Rhinolophus pusillus, Mengla, Yunnan (récolté en mai 2020, publié en 2021)   |
|  |                                                                                              |

|  | RshSTT182, 92,6 %, Rhinolophus shameli, Stoeng Treng, Cambodge (récolté en 2010, publié en 2021) |
|  |                                                                                                  |
|  | RaTG13, 96,1 %, Rhinolophus affinis, Mojiang, Yunnan (récolté en 2013, publié en 2020)           |
|  |                                                                                                  |

|  | RmYN02, 93,3 %, Rhinolophus malayanus, Mengla, Yunnan (récolté en juin 2019, publié en 2020) |
|  |                                                                                              |
|  | RpYN06, 94.4 %, Rhinolophus pusillus, Mengla, Yunnan (récolté en mai 2020, publié en 2021)   |
|  |                                                                                              |

|  | RshSTT182, 92,6 %, Rhinolophus shameli, Stoeng Treng, Cambodge (récolté en 2010, publié en 2021) |
|  |                                                                                                  |
|  | RaTG13, 96,1 %, Rhinolophus affinis, Mojiang, Yunnan (récolté en 2013, publié en 2020)           |
|  |                                                                                                  |

|  | RmYN02, 93,3 %, Rhinolophus malayanus, Mengla, Yunnan (récolté en juin 2019, publié en 2020) |
|  |                                                                                              |
|  | RpYN06, 94.4 %, Rhinolophus pusillus, Mengla, Yunnan (récolté en mai 2020, publié en 2021)   |
|  |                                                                                              |

|  | RshSTT182, 92,6 %, Rhinolophus shameli, Stoeng Treng, Cambodge (récolté en 2010, publié en 2021) |
|  |                                                                                                  |
|  | RaTG13, 96,1 %, Rhinolophus affinis, Mojiang, Yunnan (récolté en 2013, publié en 2020)           |
|  |                                                                                                  |

|  | RmYN02, 93,3 %, Rhinolophus malayanus, Mengla, Yunnan (récolté en juin 2019, publié en 2020) |
|  |                                                                                              |
|  | RpYN06, 94.4 %, Rhinolophus pusillus, Mengla, Yunnan (récolté en mai 2020, publié en 2021)   |
|  |                                                                                              |

|  | RshSTT182, 92,6 %, Rhinolophus shameli, Stoeng Treng, Cambodge (récolté en 2010, publié en 2021) |
|  |                                                                                                  |
|  | RaTG13, 96,1 %, Rhinolophus affinis, Mojiang, Yunnan (récolté en 2013, publié en 2020)           |
|  |                                                                                                  |

|  | RmYN02, 93,3 %, Rhinolophus malayanus, Mengla, Yunnan (récolté en juin 2019, publié en 2020) |
|  |                                                                                              |
|  | RpYN06, 94.4 %, Rhinolophus pusillus, Mengla, Yunnan (récolté en mai 2020, publié en 2021)   |
|  |                                                                                              |

|  | RshSTT182, 92,6 %, Rhinolophus shameli, Stoeng Treng, Cambodge (récolté en 2010, publié en 2021) |
|  |                                                                                                  |
|  | RaTG13, 96,1 %, Rhinolophus affinis, Mojiang, Yunnan (récolté en 2013, publié en 2020)           |
|  |                                                                                                  |

|  | RmYN02, 93,3 %, Rhinolophus malayanus, Mengla, Yunnan (récolté en juin 2019, publié en 2020) |
|  |                                                                                              |
|  | RpYN06, 94.4 %, Rhinolophus pusillus, Mengla, Yunnan (récolté en mai 2020, publié en 2021)   |
|  |                                                                                              |

|  | RshSTT182, 92,6 %, Rhinolophus shameli, Stoeng Treng, Cambodge (récolté en 2010, publié en 2021) |
|  |                                                                                                  |
|  | RaTG13, 96,1 %, Rhinolophus affinis, Mojiang, Yunnan (récolté en 2013, publié en 2020)           |
|  |                                                                                                  |

|  | RmYN02, 93,3 %, Rhinolophus malayanus, Mengla, Yunnan (récolté en juin 2019, publié en 2020) |
|  |                                                                                              |
|  | RpYN06, 94.4 %, Rhinolophus pusillus, Mengla, Yunnan (récolté en mai 2020, publié en 2021)   |
|  |                                                                                              |

|  | RshSTT182, 92,6 %, Rhinolophus shameli, Stoeng Treng, Cambodge (récolté en 2010, publié en 2021) |
|  |                                                                                                  |
|  | RaTG13, 96,1 %, Rhinolophus affinis, Mojiang, Yunnan (récolté en 2013, publié en 2020)           |
|  |                                                                                                  |

|  | RmYN02, 93,3 %, Rhinolophus malayanus, Mengla, Yunnan (récolté en juin 2019, publié en 2020) |
|  |                                                                                              |
|  | RpYN06, 94.4 %, Rhinolophus pusillus, Mengla, Yunnan (récolté en mai 2020, publié en 2021)   |
|  |                                                                                              |

|  | RshSTT182, 92,6 %, Rhinolophus shameli, Stoeng Treng, Cambodge (récolté en 2010, publié en 2021) |
|  |                                                                                                  |
|  | RaTG13, 96,1 %, Rhinolophus affinis, Mojiang, Yunnan (récolté en 2013, publié en 2020)           |
|  |                                                                                                  |

|  | RmYN02, 93,3 %, Rhinolophus malayanus, Mengla, Yunnan (récolté en juin 2019, publié en 2020) |
|  |                                                                                              |
|  | RpYN06, 94.4 %, Rhinolophus pusillus, Mengla, Yunnan (récolté en mai 2020, publié en 2021)   |
|  |                                                                                              |

|  | RshSTT182, 92,6 %, Rhinolophus shameli, Stoeng Treng, Cambodge (récolté en 2010, publié en 2021) |
|  |                                                                                                  |
|  | RaTG13, 96,1 %, Rhinolophus affinis, Mojiang, Yunnan (récolté en 2013, publié en 2020)           |
|  |                                                                                                  |

|  | RmYN02, 93,3 %, Rhinolophus malayanus, Mengla, Yunnan (récolté en juin 2019, publié en 2020) |
|  |                                                                                              |
|  | RpYN06, 94.4 %, Rhinolophus pusillus, Mengla, Yunnan (récolté en mai 2020, publié en 2021)   |
|  |                                                                                              |

|  | RshSTT182, 92,6 %, Rhinolophus shameli, Stoeng Treng, Cambodge (récolté en 2010, publié en 2021) |
|  |                                                                                                  |
|  | RaTG13, 96,1 %, Rhinolophus affinis, Mojiang, Yunnan (récolté en 2013, publié en 2020)           |
|  |                                                                                                  |

|  | RmYN02, 93,3 %, Rhinolophus malayanus, Mengla, Yunnan (récolté en juin 2019, publié en 2020) |
|  |                                                                                              |
|  | RpYN06, 94.4 %, Rhinolophus pusillus, Mengla, Yunnan (récolté en mai 2020, publié en 2021)   |
|  |                                                                                              |

|  | RshSTT182, 92,6 %, Rhinolophus shameli, Stoeng Treng, Cambodge (récolté en 2010, publié en 2021) |
|  |                                                                                                  |
|  | RaTG13, 96,1 %, Rhinolophus affinis, Mojiang, Yunnan (récolté en 2013, publié en 2020)           |
|  |                                                                                                  |

|  | RmYN02, 93,3 %, Rhinolophus malayanus, Mengla, Yunnan (récolté en juin 2019, publié en 2020) |
|  |                                                                                              |
|  | RpYN06, 94.4 %, Rhinolophus pusillus, Mengla, Yunnan (récolté en mai 2020, publié en 2021)   |
|  |                                                                                              |

|  | RshSTT182, 92,6 %, Rhinolophus shameli, Stoeng Treng, Cambodge (récolté en 2010, publié en 2021) |
|  |                                                                                                  |
|  | RaTG13, 96,1 %, Rhinolophus affinis, Mojiang, Yunnan (récolté en 2013, publié en 2020)           |
|  |                                                                                                  |

|  | RmYN02, 93,3 %, Rhinolophus malayanus, Mengla, Yunnan (récolté en juin 2019, publié en 2020) |
|  |                                                                                              |
|  | RpYN06, 94.4 %, Rhinolophus pusillus, Mengla, Yunnan (récolté en mai 2020, publié en 2021)   |
|  |                                                                                              |

|  | RshSTT182, 92,6 %, Rhinolophus shameli, Stoeng Treng, Cambodge (récolté en 2010, publié en 2021) |
|  |                                                                                                  |
|  | RaTG13, 96,1 %, Rhinolophus affinis, Mojiang, Yunnan (récolté en 2013, publié en 2020)           |
|  |                                                                                                  |

|  | RmYN02, 93,3 %, Rhinolophus malayanus, Mengla, Yunnan (récolté en juin 2019, publié en 2020) |
|  |                                                                                              |
|  | RpYN06, 94.4 %, Rhinolophus pusillus, Mengla, Yunnan (récolté en mai 2020, publié en 2021)   |
|  |                                                                                              |

|  | RshSTT182, 92,6 %, Rhinolophus shameli, Stoeng Treng, Cambodge (récolté en 2010, publié en 2021) |
|  |                                                                                                  |
|  | RaTG13, 96,1 %, Rhinolophus affinis, Mojiang, Yunnan (récolté en 2013, publié en 2020)           |
|  |                                                                                                  |

|  | RmYN02, 93,3 %, Rhinolophus malayanus, Mengla, Yunnan (récolté en juin 2019, publié en 2020) |
|  |                                                                                              |
|  | RpYN06, 94.4 %, Rhinolophus pusillus, Mengla, Yunnan (récolté en mai 2020, publié en 2021)   |
|  |                                                                                              |

|  | RshSTT182, 92,6 %, Rhinolophus shameli, Stoeng Treng, Cambodge (récolté en 2010, publié en 2021) |
|  |                                                                                                  |
|  | RaTG13, 96,1 %, Rhinolophus affinis, Mojiang, Yunnan (récolté en 2013, publié en 2020)           |
|  |                                                                                                  |

|  | RmYN02, 93,3 %, Rhinolophus malayanus, Mengla, Yunnan (récolté en juin 2019, publié en 2020) |
|  |                                                                                              |
|  | RpYN06, 94.4 %, Rhinolophus pusillus, Mengla, Yunnan (récolté en mai 2020, publié en 2021)   |
|  |                                                                                              |

|  | RshSTT182, 92,6 %, Rhinolophus shameli, Stoeng Treng, Cambodge (récolté en 2010, publié en 2021) |
|  |                                                                                                  |
|  | RaTG13, 96,1 %, Rhinolophus affinis, Mojiang, Yunnan (récolté en 2013, publié en 2020)           |
|  |                                                                                                  |

|  | RmYN02, 93,3 %, Rhinolophus malayanus, Mengla, Yunnan (récolté en juin 2019, publié en 2020) |
|  |                                                                                              |
|  | RpYN06, 94.4 %, Rhinolophus pusillus, Mengla, Yunnan (récolté en mai 2020, publié en 2021)   |
|  |                                                                                              |

|  | RshSTT182, 92,6 %, Rhinolophus shameli, Stoeng Treng, Cambodge (récolté en 2010, publié en 2021) |
|  |                                                                                                  |
|  | RaTG13, 96,1 %, Rhinolophus affinis, Mojiang, Yunnan (récolté en 2013, publié en 2020)           |
|  |                                                                                                  |

|  | RmYN02, 93,3 %, Rhinolophus malayanus, Mengla, Yunnan (récolté en juin 2019, publié en 2020) |
|  |                                                                                              |
|  | RpYN06, 94.4 %, Rhinolophus pusillus, Mengla, Yunnan (récolté en mai 2020, publié en 2021)   |
|  |                                                                                              |

|  | RshSTT182, 92,6 %, Rhinolophus shameli, Stoeng Treng, Cambodge (récolté en 2010, publié en 2021) |
|  |                                                                                                  |
|  | RaTG13, 96,1 %, Rhinolophus affinis, Mojiang, Yunnan (récolté en 2013, publié en 2020)           |
|  |                                                                                                  |

|  | RmYN02, 93,3 %, Rhinolophus malayanus, Mengla, Yunnan (récolté en juin 2019, publié en 2020) |
|  |                                                                                              |
|  | RpYN06, 94.4 %, Rhinolophus pusillus, Mengla, Yunnan (récolté en mai 2020, publié en 2021)   |
|  |                                                                                              |

|  | RshSTT182, 92,6 %, Rhinolophus shameli, Stoeng Treng, Cambodge (récolté en 2010, publié en 2021) |
|  |                                                                                                  |
|  | RaTG13, 96,1 %, Rhinolophus affinis, Mojiang, Yunnan (récolté en 2013, publié en 2020)           |
|  |                                                                                                  |

|  | RmYN02, 93,3 %, Rhinolophus malayanus, Mengla, Yunnan (récolté en juin 2019, publié en 2020) |
|  |                                                                                              |
|  | RpYN06, 94.4 %, Rhinolophus pusillus, Mengla, Yunnan (récolté en mai 2020, publié en 2021)   |
|  |                                                                                              |

|  | RshSTT182, 92,6 %, Rhinolophus shameli, Stoeng Treng, Cambodge (récolté en 2010, publié en 2021) |
|  |                                                                                                  |
|  | RaTG13, 96,1 %, Rhinolophus affinis, Mojiang, Yunnan (récolté en 2013, publié en 2020)           |
|  |                                                                                                  |

|  | RmYN02, 93,3 %, Rhinolophus malayanus, Mengla, Yunnan (récolté en juin 2019, publié en 2020) |
|  |                                                                                              |
|  | RpYN06, 94.4 %, Rhinolophus pusillus, Mengla, Yunnan (récolté en mai 2020, publié en 2021)   |
|  |                                                                                              |

|  | RshSTT182, 92,6 %, Rhinolophus shameli, Stoeng Treng, Cambodge (récolté en 2010, publié en 2021) |
|  |                                                                                                  |
|  | RaTG13, 96,1 %, Rhinolophus affinis, Mojiang, Yunnan (récolté en 2013, publié en 2020)           |
|  |                                                                                                  |

|  | RmYN02, 93,3 %, Rhinolophus malayanus, Mengla, Yunnan (récolté en juin 2019, publié en 2020) |
|  |                                                                                              |
|  | RpYN06, 94.4 %, Rhinolophus pusillus, Mengla, Yunnan (récolté en mai 2020, publié en 2021)   |
|  |                                                                                              |

|  | RshSTT182, 92,6 %, Rhinolophus shameli, Stoeng Treng, Cambodge (récolté en 2010, publié en 2021) |
|  |                                                                                                  |
|  | RaTG13, 96,1 %, Rhinolophus affinis, Mojiang, Yunnan (récolté en 2013, publié en 2020)           |
|  |                                                                                                  |

|  | RmYN02, 93,3 %, Rhinolophus malayanus, Mengla, Yunnan (récolté en juin 2019, publié en 2020) |
|  |                                                                                              |
|  | RpYN06, 94.4 %, Rhinolophus pusillus, Mengla, Yunnan (récolté en mai 2020, publié en 2021)   |
|  |                                                                                              |

|  | RshSTT182, 92,6 %, Rhinolophus shameli, Stoeng Treng, Cambodge (récolté en 2010, publié en 2021) |
|  |                                                                                                  |
|  | RaTG13, 96,1 %, Rhinolophus affinis, Mojiang, Yunnan (récolté en 2013, publié en 2020)           |
|  |                                                                                                  |

|  | RmYN02, 93,3 %, Rhinolophus malayanus, Mengla, Yunnan (récolté en juin 2019, publié en 2020) |
|  |                                                                                              |
|  | RpYN06, 94.4 %, Rhinolophus pusillus, Mengla, Yunnan (récolté en mai 2020, publié en 2021)   |
|  |                                                                                              |

|  | RshSTT182, 92,6 %, Rhinolophus shameli, Stoeng Treng, Cambodge (récolté en 2010, publié en 2021) |
|  |                                                                                                  |
|  | RaTG13, 96,1 %, Rhinolophus affinis, Mojiang, Yunnan (récolté en 2013, publié en 2020)           |
|  |                                                                                                  |

|  | RmYN02, 93,3 %, Rhinolophus malayanus, Mengla, Yunnan (récolté en juin 2019, publié en 2020) |
|  |                                                                                              |
|  | RpYN06, 94.4 %, Rhinolophus pusillus, Mengla, Yunnan (récolté en mai 2020, publié en 2021)   |
|  |                                                                                              |

|  | RshSTT182, 92,6 %, Rhinolophus shameli, Stoeng Treng, Cambodge (récolté en 2010, publié en 2021) |
|  |                                                                                                  |
|  | RaTG13, 96,1 %, Rhinolophus affinis, Mojiang, Yunnan (récolté en 2013, publié en 2020)           |
|  |                                                                                                  |

|  | RmYN02, 93,3 %, Rhinolophus malayanus, Mengla, Yunnan (récolté en juin 2019, publié en 2020) |
|  |                                                                                              |
|  | RpYN06, 94.4 %, Rhinolophus pusillus, Mengla, Yunnan (récolté en mai 2020, publié en 2021)   |
|  |                                                                                              |

|  | RshSTT182, 92,6 %, Rhinolophus shameli, Stoeng Treng, Cambodge (récolté en 2010, publié en 2021) |
|  |                                                                                                  |
|  | RaTG13, 96,1 %, Rhinolophus affinis, Mojiang, Yunnan (récolté en 2013, publié en 2020)           |
|  |                                                                                                  |

|  | RmYN02, 93,3 %, Rhinolophus malayanus, Mengla, Yunnan (récolté en juin 2019, publié en 2020) |
|  |                                                                                              |
|  | RpYN06, 94.4 %, Rhinolophus pusillus, Mengla, Yunnan (récolté en mai 2020, publié en 2021)   |
|  |                                                                                              |

|  | RshSTT182, 92,6 %, Rhinolophus shameli, Stoeng Treng, Cambodge (récolté en 2010, publié en 2021) |
|  |                                                                                                  |
|  | RaTG13, 96,1 %, Rhinolophus affinis, Mojiang, Yunnan (récolté en 2013, publié en 2020)           |
|  |                                                                                                  |

|  | RmYN02, 93,3 %, Rhinolophus malayanus, Mengla, Yunnan (récolté en juin 2019, publié en 2020) |
|  |                                                                                              |
|  | RpYN06, 94.4 %, Rhinolophus pusillus, Mengla, Yunnan (récolté en mai 2020, publié en 2021)   |
|  |                                                                                              |

|  | RshSTT182, 92,6 %, Rhinolophus shameli, Stoeng Treng, Cambodge (récolté en 2010, publié en 2021) |
|  |                                                                                                  |
|  | RaTG13, 96,1 %, Rhinolophus affinis, Mojiang, Yunnan (récolté en 2013, publié en 2020)           |
|  |                                                                                                  |

|  | RmYN02, 93,3 %, Rhinolophus malayanus, Mengla, Yunnan (récolté en juin 2019, publié en 2020) |
|  |                                                                                              |
|  | RpYN06, 94.4 %, Rhinolophus pusillus, Mengla, Yunnan (récolté en mai 2020, publié en 2021)   |
|  |                                                                                              |

|  | RshSTT182, 92,6 %, Rhinolophus shameli, Stoeng Treng, Cambodge (récolté en 2010, publié en 2021) |
|  |                                                                                                  |
|  | RaTG13, 96,1 %, Rhinolophus affinis, Mojiang, Yunnan (récolté en 2013, publié en 2020)           |
|  |                                                                                                  |

|  | RmYN02, 93,3 %, Rhinolophus malayanus, Mengla, Yunnan (récolté en juin 2019, publié en 2020) |
|  |                                                                                              |
|  | RpYN06, 94.4 %, Rhinolophus pusillus, Mengla, Yunnan (récolté en mai 2020, publié en 2021)   |
|  |                                                                                              |

|  | RshSTT182, 92,6 %, Rhinolophus shameli, Stoeng Treng, Cambodge (récolté en 2010, publié en 2021) |
|  |                                                                                                  |
|  | RaTG13, 96,1 %, Rhinolophus affinis, Mojiang, Yunnan (récolté en 2013, publié en 2020)           |
|  |                                                                                                  |

|  | RmYN02, 93,3 %, Rhinolophus malayanus, Mengla, Yunnan (récolté en juin 2019, publié en 2020) |
|  |                                                                                              |
|  | RpYN06, 94.4 %, Rhinolophus pusillus, Mengla, Yunnan (récolté en mai 2020, publié en 2021)   |
|  |                                                                                              |

|  | RshSTT182, 92,6 %, Rhinolophus shameli, Stoeng Treng, Cambodge (récolté en 2010, publié en 2021) |
|  |                                                                                                  |
|  | RaTG13, 96,1 %, Rhinolophus affinis, Mojiang, Yunnan (récolté en 2013, publié en 2020)           |
|  |                                                                                                  |

|  | RmYN02, 93,3 %, Rhinolophus malayanus, Mengla, Yunnan (récolté en juin 2019, publié en 2020) |
|  |                                                                                              |
|  | RpYN06, 94.4 %, Rhinolophus pusillus, Mengla, Yunnan (récolté en mai 2020, publié en 2021)   |
|  |                                                                                              |

|  | RshSTT182, 92,6 %, Rhinolophus shameli, Stoeng Treng, Cambodge (récolté en 2010, publié en 2021) |
|  |                                                                                                  |
|  | RaTG13, 96,1 %, Rhinolophus affinis, Mojiang, Yunnan (récolté en 2013, publié en 2020)           |
|  |                                                                                                  |

|  | RmYN02, 93,3 %, Rhinolophus malayanus, Mengla, Yunnan (récolté en juin 2019, publié en 2020) |
|  |                                                                                              |
|  | RpYN06, 94.4 %, Rhinolophus pusillus, Mengla, Yunnan (récolté en mai 2020, publié en 2021)   |
|  |                                                                                              |

|  | RshSTT182, 92,6 %, Rhinolophus shameli, Stoeng Treng, Cambodge (récolté en 2010, publié en 2021) |
|  |                                                                                                  |
|  | RaTG13, 96,1 %, Rhinolophus affinis, Mojiang, Yunnan (récolté en 2013, publié en 2020)           |
|  |                                                                                                  |

|  | RmYN02, 93,3 %, Rhinolophus malayanus, Mengla, Yunnan (récolté en juin 2019, publié en 2020) |
|  |                                                                                              |
|  | RpYN06, 94.4 %, Rhinolophus pusillus, Mengla, Yunnan (récolté en mai 2020, publié en 2021)   |
|  |                                                                                              |

|  | RshSTT182, 92,6 %, Rhinolophus shameli, Stoeng Treng, Cambodge (récolté en 2010, publié en 2021) |
|  |                                                                                                  |
|  | RaTG13, 96,1 %, Rhinolophus affinis, Mojiang, Yunnan (récolté en 2013, publié en 2020)           |
|  |                                                                                                  |

|  | RmYN02, 93,3 %, Rhinolophus malayanus, Mengla, Yunnan (récolté en juin 2019, publié en 2020) |
|  |                                                                                              |
|  | RpYN06, 94.4 %, Rhinolophus pusillus, Mengla, Yunnan (récolté en mai 2020, publié en 2021)   |
|  |                                                                                              |

|  | RshSTT182, 92,6 %, Rhinolophus shameli, Stoeng Treng, Cambodge (récolté en 2010, publié en 2021) |
|  |                                                                                                  |
|  | RaTG13, 96,1 %, Rhinolophus affinis, Mojiang, Yunnan (récolté en 2013, publié en 2020)           |
|  |                                                                                                  |

|  | RmYN02, 93,3 %, Rhinolophus malayanus, Mengla, Yunnan (récolté en juin 2019, publié en 2020) |
|  |                                                                                              |
|  | RpYN06, 94.4 %, Rhinolophus pusillus, Mengla, Yunnan (récolté en mai 2020, publié en 2021)   |
|  |                                                                                              |

|  | RshSTT182, 92,6 %, Rhinolophus shameli, Stoeng Treng, Cambodge (récolté en 2010, publié en 2021) |
|  |                                                                                                  |
|  | RaTG13, 96,1 %, Rhinolophus affinis, Mojiang, Yunnan (récolté en 2013, publié en 2020)           |
|  |                                                                                                  |

|  | RmYN02, 93,3 %, Rhinolophus malayanus, Mengla, Yunnan (récolté en juin 2019, publié en 2020) |
|  |                                                                                              |
|  | RpYN06, 94.4 %, Rhinolophus pusillus, Mengla, Yunnan (récolté en mai 2020, publié en 2021)   |
|  |                                                                                              |

|  | RshSTT182, 92,6 %, Rhinolophus shameli, Stoeng Treng, Cambodge (récolté en 2010, publié en 2021) |
|  |                                                                                                  |
|  | RaTG13, 96,1 %, Rhinolophus affinis, Mojiang, Yunnan (récolté en 2013, publié en 2020)           |
|  |                                                                                                  |

|  | RmYN02, 93,3 %, Rhinolophus malayanus, Mengla, Yunnan (récolté en juin 2019, publié en 2020) |
|  |                                                                                              |
|  | RpYN06, 94.4 %, Rhinolophus pusillus, Mengla, Yunnan (récolté en mai 2020, publié en 2021)   |
|  |                                                                                              |

|  | RshSTT182, 92,6 %, Rhinolophus shameli, Stoeng Treng, Cambodge (récolté en 2010, publié en 2021) |
|  |                                                                                                  |
|  | RaTG13, 96,1 %, Rhinolophus affinis, Mojiang, Yunnan (récolté en 2013, publié en 2020)           |
|  |                                                                                                  |

|  | RmYN02, 93,3 %, Rhinolophus malayanus, Mengla, Yunnan (récolté en juin 2019, publié en 2020) |
|  |                                                                                              |
|  | RpYN06, 94.4 %, Rhinolophus pusillus, Mengla, Yunnan (récolté en mai 2020, publié en 2021)   |
|  |                                                                                              |

|  | RshSTT182, 92,6 %, Rhinolophus shameli, Stoeng Treng, Cambodge (récolté en 2010, publié en 2021) |
|  |                                                                                                  |
|  | RaTG13, 96,1 %, Rhinolophus affinis, Mojiang, Yunnan (récolté en 2013, publié en 2020)           |
|  |                                                                                                  |

|  | RmYN02, 93,3 %, Rhinolophus malayanus, Mengla, Yunnan (récolté en juin 2019, publié en 2020) |
|  |                                                                                              |
|  | RpYN06, 94.4 %, Rhinolophus pusillus, Mengla, Yunnan (récolté en mai 2020, publié en 2021)   |
|  |                                                                                              |

|  | RshSTT182, 92,6 %, Rhinolophus shameli, Stoeng Treng, Cambodge (récolté en 2010, publié en 2021) |
|  |                                                                                                  |
|  | RaTG13, 96,1 %, Rhinolophus affinis, Mojiang, Yunnan (récolté en 2013, publié en 2020)           |
|  |                                                                                                  |

|  | RmYN02, 93,3 %, Rhinolophus malayanus, Mengla, Yunnan (récolté en juin 2019, publié en 2020) |
|  |                                                                                              |
|  | RpYN06, 94.4 %, Rhinolophus pusillus, Mengla, Yunnan (récolté en mai 2020, publié en 2021)   |
|  |                                                                                              |

|  | RshSTT182, 92,6 %, Rhinolophus shameli, Stoeng Treng, Cambodge (récolté en 2010, publié en 2021) |
|  |                                                                                                  |
|  | RaTG13, 96,1 %, Rhinolophus affinis, Mojiang, Yunnan (récolté en 2013, publié en 2020)           |
|  |                                                                                                  |

|  | RmYN02, 93,3 %, Rhinolophus malayanus, Mengla, Yunnan (récolté en juin 2019, publié en 2020) |
|  |                                                                                              |
|  | RpYN06, 94.4 %, Rhinolophus pusillus, Mengla, Yunnan (récolté en mai 2020, publié en 2021)   |
|  |                                                                                              |

|  | RshSTT182, 92,6 %, Rhinolophus shameli, Stoeng Treng, Cambodge (récolté en 2010, publié en 2021) |
|  |                                                                                                  |
|  | RaTG13, 96,1 %, Rhinolophus affinis, Mojiang, Yunnan (récolté en 2013, publié en 2020)           |
|  |                                                                                                  |

|  | RmYN02, 93,3 %, Rhinolophus malayanus, Mengla, Yunnan (récolté en juin 2019, publié en 2020) |
|  |                                                                                              |
|  | RpYN06, 94.4 %, Rhinolophus pusillus, Mengla, Yunnan (récolté en mai 2020, publié en 2021)   |
|  |                                                                                              |

|  | RshSTT182, 92,6 %, Rhinolophus shameli, Stoeng Treng, Cambodge (récolté en 2010, publié en 2021) |
|  |                                                                                                  |
|  | RaTG13, 96,1 %, Rhinolophus affinis, Mojiang, Yunnan (récolté en 2013, publié en 2020)           |
|  |                                                                                                  |

|  | RmYN02, 93,3 %, Rhinolophus malayanus, Mengla, Yunnan (récolté en juin 2019, publié en 2020) |
|  |                                                                                              |
|  | RpYN06, 94.4 %, Rhinolophus pusillus, Mengla, Yunnan (récolté en mai 2020, publié en 2021)   |
|  |                                                                                              |

|  | RshSTT182, 92,6 %, Rhinolophus shameli, Stoeng Treng, Cambodge (récolté en 2010, publié en 2021) |
|  |                                                                                                  |
|  | RaTG13, 96,1 %, Rhinolophus affinis, Mojiang, Yunnan (récolté en 2013, publié en 2020)           |
|  |                                                                                                  |

|  | RmYN02, 93,3 %, Rhinolophus malayanus, Mengla, Yunnan (récolté en juin 2019, publié en 2020) |
|  |                                                                                              |
|  | RpYN06, 94.4 %, Rhinolophus pusillus, Mengla, Yunnan (récolté en mai 2020, publié en 2021)   |
|  |                                                                                              |

|  | RshSTT182, 92,6 %, Rhinolophus shameli, Stoeng Treng, Cambodge (récolté en 2010, publié en 2021) |
|  |                                                                                                  |
|  | RaTG13, 96,1 %, Rhinolophus affinis, Mojiang, Yunnan (récolté en 2013, publié en 2020)           |
|  |                                                                                                  |

|  | RmYN02, 93,3 %, Rhinolophus malayanus, Mengla, Yunnan (récolté en juin 2019, publié en 2020) |
|  |                                                                                              |
|  | RpYN06, 94.4 %, Rhinolophus pusillus, Mengla, Yunnan (récolté en mai 2020, publié en 2021)   |
|  |                                                                                              |

|  | RshSTT182, 92,6 %, Rhinolophus shameli, Stoeng Treng, Cambodge (récolté en 2010, publié en 2021) |
|  |                                                                                                  |
|  | RaTG13, 96,1 %, Rhinolophus affinis, Mojiang, Yunnan (récolté en 2013, publié en 2020)           |
|  |                                                                                                  |

|  | RmYN02, 93,3 %, Rhinolophus malayanus, Mengla, Yunnan (récolté en juin 2019, publié en 2020) |
|  |                                                                                              |
|  | RpYN06, 94.4 %, Rhinolophus pusillus, Mengla, Yunnan (récolté en mai 2020, publié en 2021)   |
|  |                                                                                              |

|  | RshSTT182, 92,6 %, Rhinolophus shameli, Stoeng Treng, Cambodge (récolté en 2010, publié en 2021) |
|  |                                                                                                  |
|  | RaTG13, 96,1 %, Rhinolophus affinis, Mojiang, Yunnan (récolté en 2013, publié en 2020)           |
|  |                                                                                                  |

|  | RmYN02, 93,3 %, Rhinolophus malayanus, Mengla, Yunnan (récolté en juin 2019, publié en 2020) |
|  |                                                                                              |
|  | RpYN06, 94.4 %, Rhinolophus pusillus, Mengla, Yunnan (récolté en mai 2020, publié en 2021)   |
|  |                                                                                              |

|  | RshSTT182, 92,6 %, Rhinolophus shameli, Stoeng Treng, Cambodge (récolté en 2010, publié en 2021) |
|  |                                                                                                  |
|  | RaTG13, 96,1 %, Rhinolophus affinis, Mojiang, Yunnan (récolté en 2013, publié en 2020)           |
|  |                                                                                                  |

|  | RmYN02, 93,3 %, Rhinolophus malayanus, Mengla, Yunnan (récolté en juin 2019, publié en 2020) |
|  |                                                                                              |
|  | RpYN06, 94.4 %, Rhinolophus pusillus, Mengla, Yunnan (récolté en mai 2020, publié en 2021)   |
|  |                                                                                              |

|  | RshSTT182, 92,6 %, Rhinolophus shameli, Stoeng Treng, Cambodge (récolté en 2010, publié en 2021) |
|  |                                                                                                  |
|  | RaTG13, 96,1 %, Rhinolophus affinis, Mojiang, Yunnan (récolté en 2013, publié en 2020)           |
|  |                                                                                                  |

|  | RmYN02, 93,3 %, Rhinolophus malayanus, Mengla, Yunnan (récolté en juin 2019, publié en 2020) |
|  |                                                                                              |
|  | RpYN06, 94.4 %, Rhinolophus pusillus, Mengla, Yunnan (récolté en mai 2020, publié en 2021)   |
|  |                                                                                              |

|  | RshSTT182, 92,6 %, Rhinolophus shameli, Stoeng Treng, Cambodge (récolté en 2010, publié en 2021) |
|  |                                                                                                  |
|  | RaTG13, 96,1 %, Rhinolophus affinis, Mojiang, Yunnan (récolté en 2013, publié en 2020)           |
|  |                                                                                                  |

|  | RmYN02, 93,3 %, Rhinolophus malayanus, Mengla, Yunnan (récolté en juin 2019, publié en 2020) |
|  |                                                                                              |
|  | RpYN06, 94.4 %, Rhinolophus pusillus, Mengla, Yunnan (récolté en mai 2020, publié en 2021)   |
|  |                                                                                              |

|  | RshSTT182, 92,6 %, Rhinolophus shameli, Stoeng Treng, Cambodge (récolté en 2010, publié en 2021) |
|  |                                                                                                  |
|  | RaTG13, 96,1 %, Rhinolophus affinis, Mojiang, Yunnan (récolté en 2013, publié en 2020)           |
|  |                                                                                                  |

|  | RmYN02, 93,3 %, Rhinolophus malayanus, Mengla, Yunnan (récolté en juin 2019, publié en 2020) |
|  |                                                                                              |
|  | RpYN06, 94.4 %, Rhinolophus pusillus, Mengla, Yunnan (récolté en mai 2020, publié en 2021)   |
|  |                                                                                              |

|  | RshSTT182, 92,6 %, Rhinolophus shameli, Stoeng Treng, Cambodge (récolté en 2010, publié en 2021) |
|  |                                                                                                  |
|  | RaTG13, 96,1 %, Rhinolophus affinis, Mojiang, Yunnan (récolté en 2013, publié en 2020)           |
|  |                                                                                                  |

|  | RmYN02, 93,3 %, Rhinolophus malayanus, Mengla, Yunnan (récolté en juin 2019, publié en 2020) |
|  |                                                                                              |
|  | RpYN06, 94.4 %, Rhinolophus pusillus, Mengla, Yunnan (récolté en mai 2020, publié en 2021)   |
|  |                                                                                              |

|  | RshSTT182, 92,6 %, Rhinolophus shameli, Stoeng Treng, Cambodge (récolté en 2010, publié en 2021) |
|  |                                                                                                  |
|  | RaTG13, 96,1 %, Rhinolophus affinis, Mojiang, Yunnan (récolté en 2013, publié en 2020)           |
|  |                                                                                                  |

|  | RmYN02, 93,3 %, Rhinolophus malayanus, Mengla, Yunnan (récolté en juin 2019, publié en 2020) |
|  |                                                                                              |
|  | RpYN06, 94.4 %, Rhinolophus pusillus, Mengla, Yunnan (récolté en mai 2020, publié en 2021)   |
|  |                                                                                              |

|  | RshSTT182, 92,6 %, Rhinolophus shameli, Stoeng Treng, Cambodge (récolté en 2010, publié en 2021) |
|  |                                                                                                  |
|  | RaTG13, 96,1 %, Rhinolophus affinis, Mojiang, Yunnan (récolté en 2013, publié en 2020)           |
|  |                                                                                                  |

|  | RmYN02, 93,3 %, Rhinolophus malayanus, Mengla, Yunnan (récolté en juin 2019, publié en 2020) |
|  |                                                                                              |
|  | RpYN06, 94.4 %, Rhinolophus pusillus, Mengla, Yunnan (récolté en mai 2020, publié en 2021)   |
|  |                                                                                              |

|  | RshSTT182, 92,6 %, Rhinolophus shameli, Stoeng Treng, Cambodge (récolté en 2010, publié en 2021) |
|  |                                                                                                  |
|  | RaTG13, 96,1 %, Rhinolophus affinis, Mojiang, Yunnan (récolté en 2013, publié en 2020)           |
|  |                                                                                                  |

|  | RmYN02, 93,3 %, Rhinolophus malayanus, Mengla, Yunnan (récolté en juin 2019, publié en 2020) |
|  |                                                                                              |
|  | RpYN06, 94.4 %, Rhinolophus pusillus, Mengla, Yunnan (récolté en mai 2020, publié en 2021)   |
|  |                                                                                              |

|  | RshSTT182, 92,6 %, Rhinolophus shameli, Stoeng Treng, Cambodge (récolté en 2010, publié en 2021) |
|  |                                                                                                  |
|  | RaTG13, 96,1 %, Rhinolophus affinis, Mojiang, Yunnan (récolté en 2013, publié en 2020)           |
|  |                                                                                                  |

|  | RmYN02, 93,3 %, Rhinolophus malayanus, Mengla, Yunnan (récolté en juin 2019, publié en 2020) |
|  |                                                                                              |
|  | RpYN06, 94.4 %, Rhinolophus pusillus, Mengla, Yunnan (récolté en mai 2020, publié en 2021)   |
|  |                                                                                              |

|  | RshSTT182, 92,6 %, Rhinolophus shameli, Stoeng Treng, Cambodge (récolté en 2010, publié en 2021) |
|  |                                                                                                  |
|  | RaTG13, 96,1 %, Rhinolophus affinis, Mojiang, Yunnan (récolté en 2013, publié en 2020)           |
|  |                                                                                                  |

|  | RmYN02, 93,3 %, Rhinolophus malayanus, Mengla, Yunnan (récolté en juin 2019, publié en 2020) |
|  |                                                                                              |
|  | RpYN06, 94.4 %, Rhinolophus pusillus, Mengla, Yunnan (récolté en mai 2020, publié en 2021)   |
|  |                                                                                              |

|  | RshSTT182, 92,6 %, Rhinolophus shameli, Stoeng Treng, Cambodge (récolté en 2010, publié en 2021) |
|  |                                                                                                  |
|  | RaTG13, 96,1 %, Rhinolophus affinis, Mojiang, Yunnan (récolté en 2013, publié en 2020)           |
|  |                                                                                                  |

- Animal hôte :
- chauve-souris
- pangolin
- humain